# Hart en vaatstelsel

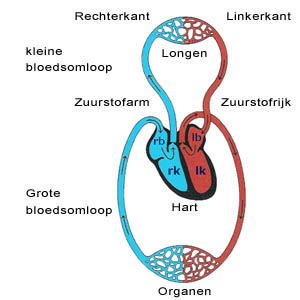
Vereenvoudigde voorstelling van de bloedsomloop

De bloedsomloop of het bloedvaten- of vaatstelsel (Latijn: tractus circulatorius), is het systeem van bloedvaten waardoorheen het bloed in een dierlijk organisme circuleert. Het hart en vaatstelsel of hart-vaatstelsel bestaat uit het hart, het bloedvatenstelsel en het lymfevatenstelsel. De bloedcirculatie verzorgt de aan- en afvoer binnen het lichaam van voedingsstoffen, afvalstoffen, zuurstof, koolstofdioxide, hormonen, afweerstoffen, bloedcellen en lichaamswarmte.
Het bloedvatenstelsel is een van de mogelijke circulatiesystemen bij dieren. Daarnaast bestaan het watervaatstelsel, coelomische circulatie, het hemaal systeem en het perihemaal systeem. Bij eencelligen en kleine meercelligen zijn de afstanden tussen de organen zo klein, dat directe diffusie voldoende is voor de aan- en afvoer van alle stoffen en een aparte circulatie ontbreekt dan ook. Bij grotere dieren gaat diffusie te langzaam en is aanvullende convectie of stromingstransport nodig middels een periodieke omloop.
Bij kleine dieren kan een bloedvat als langwerpig hart fungeren, maar ontbreken verdere vaten. In het voorste deel van dit bloedvat ontbreken de spieren meestal, waarmee dit feitelijk een aorta is. Bij verdere centralisatie van de pompfunctie kan het hart worden ingekort, wat gepaard gaat met een stelsel van slagaders. De circulatie terug naar het hart gaat bij kleinere organismen niet via aders, maar extracellulair, wat dit een open bloedsomloop maakt. Complexere dieren als gewervelden, ringwormen en inktvissen hebben wel aders, die voor een gesloten bloedsomloop zorgen. Bij vissen is dit een enkelvoudige bloedsomloop, terwijl zoogdieren en vogels een dubbele bloedsomloop bezitten. Deze dubbele bloedsomloop is opgedeeld in de kleine bloedsomloop met zuurstofarm bloed en de grote bloedsomloop met zuurstofrijk bloed. 
De complexiteit van het hart is bij de dubbele bloedsomloop groter. Een gesloten vaatstelsel is opgedeeld in de aanvoerende slagaders, het arteriele stelsel, en de afvoerende aders, het veneuze stelsel. De grootste hoeveelheid bloed bevindt zich in de aderen of venen. Binnen het veneuze stelsel heerst een relatief lage bloeddruk. In de slagaders of arteriën bevindt zich maar een relatief klein deel van het bloed, maar hier heerst een hoge druk. Dit is de reden waarom bij een slagaderlijke bloeding vrij snel een hoog bloedverlies optreedt, met een levensbedreigende situatie of shock als mogelijk gevolg.

## Opbouw menselijke bloedsomloop
Bij de mens wordt het bloed na de geboorte mechanisch voortgestuwd vanuit het hart met een normale maximale druk van 120 mmHg. Het bloed stroomt daardoor met hoge snelheid vanuit de linkerventrikel via de aorta door de slagaders tot in de organen. Dat is de grote bloedsomloop. De slagaders zijn stevige buizen die vooral instaan voor het snelle transport van het bloed. Slagader en arterie zijn synoniem. Ter hoogte van de organen monden ze in arteriolen, kleine slagaders uit, die kunnen samentrekken. Hun functie bestaat erin het debiet te regelen. Door samen te trekken, verkleinen ze hun vaatholte, lumen, zodat er minder bloed naar het orgaan vloeit. Ze vergroten door te ontspannen hun diameter, zodat er meer bloed naar het orgaan kan stromen.
De arteriolen monden op hun beurt in de haarvaten, capillairen, uit. Dit zijn heel dunne bloedvaatjes waar het bloed maar langzaam doorheen kan stromen. Hierdoor kan er diffusie of uitwisseling plaatsvinden van zuurstof, voedingsstoffen en afvalstoffen met de weefsels waar deze capillairen doorheen lopen. De haarvaten gaan over in de venulen. Dit zijn kleine vaten met een slappe wand waarin het bloed langzaam stroomt. Het bloed is zuurstofarm, donkerrood als het in de venulen terechtkomt, waardoor de weefsels hier gemakkelijker er hun CO2 in kunnen afgeven.
Uit de venulen komt het bloed in de aders, de venen terecht die vooral als opslagplaats dienen voor het bloed. Door hun slappe wand kunnen ze erg breed uitzetten en een groot volume bloed bevatten. Hier bevindt zich het grootste deel van het bloed. Wanneer er elders in het lichaam meer bloedtoevoer wordt gevraagd, zal er minder bloed aanwezig zijn in deze capaciteitsvaten.
Alle aders van het lichaam monden in een van de twee holle aders uit: een holle ader die het bloed uit het bovenlichaam terugvoert naar het hart, de vena cava superior, en de vena cava inferior die hetzelfde doet met het bloed uit het onderlichaam. Beide holle aders monden ieder apart uit in de rechterhartboezem of rechteratrium. Vanuit de rechterhartboezem wordt het bloed via de tricuspidalisklep in de rechterhartkamer, de rechterventrikel gepompt.
Het zuurstofarme bloed wordt in de kleine bloedsomloop vervolgens door de pulmonalisklep heen via de longslagaders, arteria pulmonaria, met een normale maximum bloeddruk van 65 mmHg naar de longen gepompt. De longen vervullen de belangrijke taak zuurstof en koolstofdioxide uit te wisselen aan de bloedbaan, via arteriolen, capillairen en venulen. Via de longader, de vena pulmonaria, stroomt het nu zuurstofrijke helderrode bloed naar de linkerhartboezem, het linkeratrium.
Vanuit de linkerhartboezem stroomt het bloed door de mitralis- of bicuspidalisklep in de linkerhartkamer. De boezem zal op het einde van de diastole samentrekken om zo veel mogelijk bloed in de linkerkamer te kunnen stuwen. De linkerhartkamer, de linkerventrikel is het krachtigste deel van het hart en zal voldoende kracht ontwikkelen om het hier verzamelde bloed langs de aortaklep, door de aorta en verder door de slagaders door het lichaam te stuwen.

### Pompwerking
Het hart zorgt ervoor dat het bloed door het hart- en vaatstelsel in het rond stroomt, dus werkt als een pomp. Als het hart niet meer pompt, stopt ook de bloedcirculatie en is er sprake van een hartstilstand. Iemand die dat overkomt moet worden gereanimeerd. 

### Ziekten en aandoeningen
- aneurysma
- atheromatose
- bloedingen
- embolie
- fenomeen van Raynaud
- flebitis
- hartfalen
- spataders
- trombose

## Evolutie

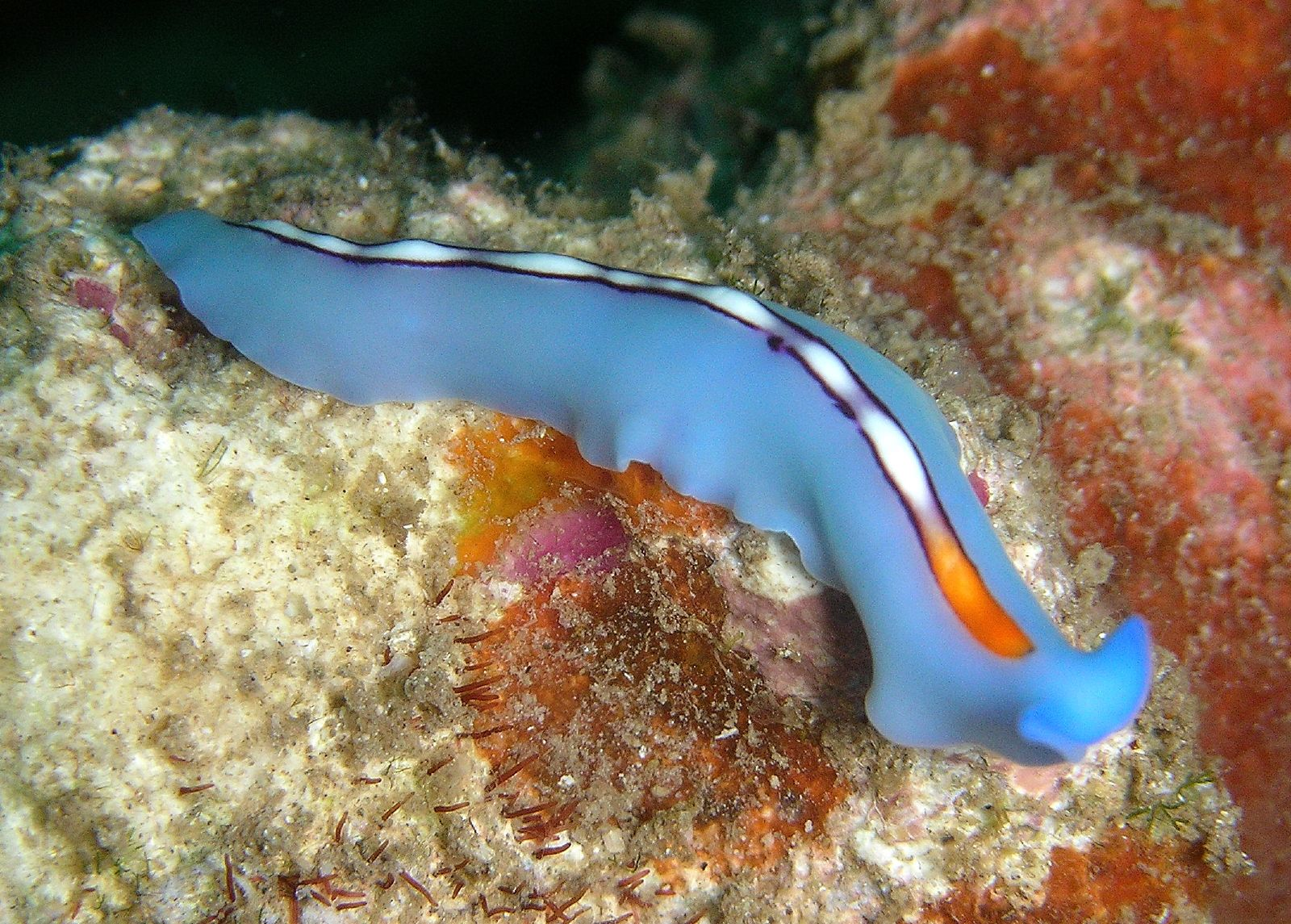
De platworm Pseudoceros bifurcus heeft geen bloed.

Bij de kleinste organismen als eencelligen en kleine meercelligen ontbreekt een aparte circulatie. Door de korte afstanden is directe diffusie van zuurstof en voedingsstoffen voldoende om alle cellen te bereiken. Op celniveau werkt diffusie relatief snel, 10 nanometer wordt in 100 nanoseconde afgelegd, overeenkomend met 360 m per uur. Met toenemende afstanden neemt de snelheid dramatisch af, van 17 minuten over 1 mm naar 32 jaar over 1 meter. Diertjes groter dan ongeveer een millimeter hebben dan ook aanvullend convectie nodig. Het zuurstoftransport loopt vanaf dan in een aantal stappen en zo ontstaat een zuurstofcascade.
De vorm van de bloedsomloop hangt in belangrijke mate af van de omgeving en activiteit van een dier en moet zo zijn ingericht dat de mitochondriën in de cellen voldoende zuurstof ontvangen en de koolstofdioxide die het resultaat is van de aerobe dissimilatie in de cellen af kunnen voeren. Een groter uithoudingsvermogen geeft voordelen bij de jacht en foerageren, maar stelt hoge eisen aan het ademhalingsstelsel en de bloedsomloop. Anderzijds moet voorkomen worden dat zojuist opgenomen zuurstof verloren gaat voordat het deelneemt aan dit proces. De grote verschillen in activiteit en leefomgeving zijn terug te vinden in vele verschillende bloedsomlopen, waarvan bepaalde vormen meer keren onafhankelijk van elkaar zijn geëvolueerd.

### Fylogenetische ontwikkeling
| Geen vaatstelsel   | Geen vaatstelsel   | Geen vaatstelsel   | Geen vaatstelsel   | Geen vaatstelsel   | Geen vaatstelsel   |           |           | Geen vaatstelsel       | Geen vaatstelsel       | Geen vaatstelsel       | Geen vaatstelsel       | Geen vaatstelsel       | Geen vaatstelsel       |  |  | Gesloten bloedsomloop                          | Gesloten bloedsomloop                          | Gesloten bloedsomloop                          | Gesloten bloedsomloop                          | Gesloten bloedsomloop                          | Gesloten bloedsomloop                          |           |           | Open bloedsomloop                       | Open bloedsomloop                       | Open bloedsomloop                       | Open bloedsomloop                       | Open bloedsomloop                       | Open bloedsomloop                       |  |  | Gesloten bloedsomloop | Gesloten bloedsomloop | Gesloten bloedsomloop | Gesloten bloedsomloop | Gesloten bloedsomloop | Gesloten bloedsomloop |                 |                 | Open bloedsomloop          | Open bloedsomloop          | Open bloedsomloop          | Open bloedsomloop          | Open bloedsomloop          | Open bloedsomloop          |  |  | Gesloten bloedsomloop         | Gesloten bloedsomloop         | Gesloten bloedsomloop         | Gesloten bloedsomloop         | Gesloten bloedsomloop         | Gesloten bloedsomloop         |                 |                 | Gesloten bloedsomloop                                                   | Gesloten bloedsomloop    | Gesloten bloedsomloop    | Gesloten bloedsomloop    | Gesloten bloedsomloop    | Gesloten bloedsomloop    |  |  | Gesloten bloedsomloop           | Gesloten bloedsomloop           | Gesloten bloedsomloop           | Gesloten bloedsomloop           | Gesloten bloedsomloop           | Gesloten bloedsomloop           |                                      |                                      | Gesloten bloedsomloop                        | Gesloten bloedsomloop                        | Gesloten bloedsomloop                        | Gesloten bloedsomloop                        | Gesloten bloedsomloop                        | Gesloten bloedsomloop                        |  |  | Gesloten bloedsomloop                                     | Gesloten bloedsomloop                                     | Gesloten bloedsomloop                                     | Gesloten bloedsomloop                                     | Gesloten bloedsomloop                                     | Gesloten bloedsomloop                                     |                  |                  | Gesloten bloedsomloop   | Gesloten bloedsomloop | Gesloten bloedsomloop | Gesloten bloedsomloop | Gesloten bloedsomloop         | Gesloten bloedsomloop         |                               |                               | Gesloten bloedsomloop         | Gesloten bloedsomloop         | Gesloten bloedsomloop | Gesloten bloedsomloop | Gesloten bloedsomloop         | Gesloten bloedsomloop         |                                      |                                      | Gesloten bloedsomloop                | Gesloten bloedsomloop                | Gesloten bloedsomloop                | Gesloten bloedsomloop                | Gesloten bloedsomloop | Gesloten bloedsomloop |                               |                               | Gesloten bloedsomloop         | Gesloten bloedsomloop         | Gesloten bloedsomloop         | Gesloten bloedsomloop         | Gesloten bloedsomloop | Gesloten bloedsomloop |                               |                               | Gesloten bloedsomloop         | Gesloten bloedsomloop         | Gesloten bloedsomloop         | Gesloten bloedsomloop         | Gesloten bloedsomloop                 | Gesloten bloedsomloop                 |                                       |                                       |                                       |                                       |                     |                     |                                       |                                       |                                       |                                       |                                       |                                       |                     |                     |                       |                       |                                   |                                   |                                   |                                   |                                   |                                   |                     |                     |  |  |                               |                               |                               |                               |                               |                               |                                     |                                     |                                     |                                     |                                     |                                     |                                 |                                 |  |  |                                 |                                 |                                 |                                 |                                 |                                 |                                     |                                     |                                     |                                     |                                     |                                     |                               |                               |  |  |                                 |                                 |                                 |                                 |                                 |                                 |                                  |                                  |                                  |                                  |                                  |                                  |  |  |                                     |                                     |                                     |                                     |                                     |                                     |  |  |  |  |  |  |  |  |  |  |  |  |  |  |  |  |  |  |
| Geen vaatstelsel   | Geen vaatstelsel   | Geen vaatstelsel   | Geen vaatstelsel   | Geen vaatstelsel   | Geen vaatstelsel   | Geen hart | Geen hart | Geen hart              | Geen hart              | Geen hart              | Geen hart              | Geen vaatstelsel       | Geen vaatstelsel       |  |  | Gesloten bloedsomloop                          | Gesloten bloedsomloop                          | Gesloten bloedsomloop                          | Gesloten bloedsomloop                          | Gesloten bloedsomloop                          | Gesloten bloedsomloop                          | Geen hart | Geen hart | Geen hart                               | Geen hart                               | Geen hart                               | Geen hart                               | Open bloedsomloop                       | Open bloedsomloop                       |  |  | Gesloten bloedsomloop | Gesloten bloedsomloop | Gesloten bloedsomloop | Gesloten bloedsomloop | Gesloten bloedsomloop | Gesloten bloedsomloop | Meer hartkamers | Meer hartkamers | Meer hartkamers            | Meer hartkamers            | Meer hartkamers            | Meer hartkamers            | Open bloedsomloop          | Open bloedsomloop          |  |  | Gesloten bloedsomloop         | Gesloten bloedsomloop         | Gesloten bloedsomloop         | Gesloten bloedsomloop         | Gesloten bloedsomloop         | Gesloten bloedsomloop         | Meer hartkamers | Meer hartkamers | Meer hartkamers                                                         | Meer hartkamers          | Meer hartkamers          | Meer hartkamers          | Gesloten bloedsomloop    | Gesloten bloedsomloop    |  |  | Gesloten bloedsomloop           | Gesloten bloedsomloop           | Gesloten bloedsomloop           | Gesloten bloedsomloop           | Gesloten bloedsomloop           | Gesloten bloedsomloop           | Samentrekkende vaten (peristaltisch) | Samentrekkende vaten (peristaltisch) | Samentrekkende vaten (peristaltisch)         | Samentrekkende vaten (peristaltisch)         | Samentrekkende vaten (peristaltisch)         | Samentrekkende vaten (peristaltisch)         | Gesloten bloedsomloop                        | Gesloten bloedsomloop                        |  |  | Gesloten bloedsomloop                                     | Gesloten bloedsomloop                                     | Gesloten bloedsomloop                                     | Gesloten bloedsomloop                                     | Gesloten bloedsomloop                                     | Gesloten bloedsomloop                                     | Enkele hartkamer | Enkele hartkamer | Enkele hartkamer        | Enkele hartkamer      | Enkele hartkamer      | Enkele hartkamer      | Gesloten bloedsomloop         | Gesloten bloedsomloop         |                               |                               | Gesloten bloedsomloop         | Gesloten bloedsomloop         | Gesloten bloedsomloop | Gesloten bloedsomloop | Gesloten bloedsomloop         | Gesloten bloedsomloop         | Samentrekkende vaten (peristaltisch) | Samentrekkende vaten (peristaltisch) | Samentrekkende vaten (peristaltisch) | Samentrekkende vaten (peristaltisch) | Samentrekkende vaten (peristaltisch) | Samentrekkende vaten (peristaltisch) | Gesloten bloedsomloop | Gesloten bloedsomloop |                               |                               | Gesloten bloedsomloop         | Gesloten bloedsomloop         | Gesloten bloedsomloop         | Gesloten bloedsomloop         | Gesloten bloedsomloop | Gesloten bloedsomloop | Hartkamer en boezem           | Hartkamer en boezem           | Hartkamer en boezem           | Hartkamer en boezem           | Hartkamer en boezem           | Hartkamer en boezem           | Gesloten bloedsomloop                 | Gesloten bloedsomloop                 |                                       |                                       | Hartkamer en boezem                   | Hartkamer en boezem                   | Hartkamer en boezem | Hartkamer en boezem | Hartkamer en boezem                   | Hartkamer en boezem                   |                                       |                                       | Hartkamer en boezem                   | Hartkamer en boezem                   | Hartkamer en boezem | Hartkamer en boezem | Hartkamer en boezem   | Hartkamer en boezem   |                                   |                                   | Hartkamer en boezem               | Hartkamer en boezem               | Hartkamer en boezem               | Hartkamer en boezem               | Hartkamer en boezem | Hartkamer en boezem |  |  | Een hartkamer en twee boezems | Een hartkamer en twee boezems | Een hartkamer en twee boezems | Een hartkamer en twee boezems | Een hartkamer en twee boezems | Een hartkamer en twee boezems |                                     |                                     | Twee hartkamers en twee boezems     | Twee hartkamers en twee boezems     | Twee hartkamers en twee boezems     | Twee hartkamers en twee boezems     | Twee hartkamers en twee boezems | Twee hartkamers en twee boezems |  |  | Twee hartkamers en twee boezems | Twee hartkamers en twee boezems | Twee hartkamers en twee boezems | Twee hartkamers en twee boezems | Twee hartkamers en twee boezems | Twee hartkamers en twee boezems |                                     |                                     | Een hartkamer en twee boezems       | Een hartkamer en twee boezems       | Een hartkamer en twee boezems       | Een hartkamer en twee boezems       | Een hartkamer en twee boezems | Een hartkamer en twee boezems |  |  | Twee hartkamers en twee boezems | Twee hartkamers en twee boezems | Twee hartkamers en twee boezems | Twee hartkamers en twee boezems | Twee hartkamers en twee boezems | Twee hartkamers en twee boezems |                                  |                                  |                                  |                                  |                                  |                                  |  |  |                                     |                                     |                                     |                                     |                                     |                                     |  |  |  |  |  |  |  |  |  |  |  |  |  |  |  |  |  |  |
|                    |                    |                    |                    |                    |                    | Geen hart | Geen hart | Geen hart              | Geen hart              | Geen hart              | Geen hart              |                        |                        |  |  |                                                |                                                |                                                |                                                |                                                |                                                | Geen hart | Geen hart | Geen hart                               | Geen hart                               | Geen hart                               | Geen hart                               |                                         |                                         |  |  |                       |                       |                       |                       |                       |                       | Meer hartkamers | Meer hartkamers | Meer hartkamers            | Meer hartkamers            | Meer hartkamers            | Meer hartkamers            |                            |                            |  |  |                               |                               |                               |                               |                               |                               | Meer hartkamers | Meer hartkamers | Meer hartkamers                                                         | Meer hartkamers          | Meer hartkamers          | Meer hartkamers          |                          |                          |  |  |                                 |                                 |                                 |                                 |                                 |                                 | Samentrekkende vaten (peristaltisch) | Samentrekkende vaten (peristaltisch) | Samentrekkende vaten (peristaltisch)         | Samentrekkende vaten (peristaltisch)         | Samentrekkende vaten (peristaltisch)         | Samentrekkende vaten (peristaltisch)         |                                              |                                              |  |  |                                                           |                                                           |                                                           |                                                           |                                                           |                                                           | Enkele hartkamer | Enkele hartkamer | Enkele hartkamer        | Enkele hartkamer      | Enkele hartkamer      | Enkele hartkamer      | Boezem en kamer zonder septum | Boezem en kamer zonder septum | Boezem en kamer zonder septum | Boezem en kamer zonder septum | Boezem en kamer zonder septum | Boezem en kamer zonder septum |                       |                       | Boezem en kamer zonder septum | Boezem en kamer zonder septum | Boezem en kamer zonder septum        | Boezem en kamer zonder septum        | Boezem en kamer zonder septum        | Boezem en kamer zonder septum        | Samentrekkende vaten (peristaltisch) | Samentrekkende vaten (peristaltisch) |                       |                       | Boezem en kamer zonder septum | Boezem en kamer zonder septum | Boezem en kamer zonder septum | Boezem en kamer zonder septum | Boezem en kamer zonder septum | Boezem en kamer zonder septum |                       |                       | Hartkamer en boezem           | Hartkamer en boezem           | Hartkamer en boezem           | Hartkamer en boezem           | Hartkamer en boezem           | Hartkamer en boezem           | Boezem en kamer met onvolledig septum | Boezem en kamer met onvolledig septum | Boezem en kamer met onvolledig septum | Boezem en kamer met onvolledig septum | Boezem en kamer met onvolledig septum | Boezem en kamer met onvolledig septum | Hartkamer en boezem | Hartkamer en boezem | Hartkamer en boezem                   | Hartkamer en boezem                   |                                       |                                       | Hartkamer en boezem                   | Hartkamer en boezem                   | Hartkamer en boezem | Hartkamer en boezem | Hartkamer en boezem   | Hartkamer en boezem   | Boezem met en kamer zonder septum | Boezem met en kamer zonder septum | Boezem met en kamer zonder septum | Boezem met en kamer zonder septum | Boezem met en kamer zonder septum | Boezem met en kamer zonder septum | Hartkamer en boezem | Hartkamer en boezem |  |  | Een hartkamer en twee boezems | Een hartkamer en twee boezems | Een hartkamer en twee boezems | Een hartkamer en twee boezems | Een hartkamer en twee boezems | Een hartkamer en twee boezems | Boezem en kamer met volledig septum | Boezem en kamer met volledig septum | Boezem en kamer met volledig septum | Boezem en kamer met volledig septum | Boezem en kamer met volledig septum | Boezem en kamer met volledig septum | Twee hartkamers en twee boezems | Twee hartkamers en twee boezems |  |  | Twee hartkamers en twee boezems | Twee hartkamers en twee boezems | Twee hartkamers en twee boezems | Twee hartkamers en twee boezems | Twee hartkamers en twee boezems | Twee hartkamers en twee boezems | Boezem en kamer met volledig septum | Boezem en kamer met volledig septum | Boezem en kamer met volledig septum | Boezem en kamer met volledig septum | Boezem en kamer met volledig septum | Boezem en kamer met volledig septum | Een hartkamer en twee boezems | Een hartkamer en twee boezems |  |  | Twee hartkamers en twee boezems | Twee hartkamers en twee boezems | Twee hartkamers en twee boezems | Twee hartkamers en twee boezems | Twee hartkamers en twee boezems | Twee hartkamers en twee boezems | Kamer met drie onvolledige septa | Kamer met drie onvolledige septa | Kamer met drie onvolledige septa | Kamer met drie onvolledige septa | Kamer met drie onvolledige septa | Kamer met drie onvolledige septa |  |  | Boezem en kamer met volledig septum | Boezem en kamer met volledig septum | Boezem en kamer met volledig septum | Boezem en kamer met volledig septum | Boezem en kamer met volledig septum | Boezem en kamer met volledig septum |  |  |  |  |  |  |  |  |  |  |  |  |  |  |  |  |  |  |
| Sponzen (Porifera) | Sponzen (Porifera) | Sponzen (Porifera) | Sponzen (Porifera) | Sponzen (Porifera) | Sponzen (Porifera) |           |           | Neteldieren (Cnidaria) | Neteldieren (Cnidaria) | Neteldieren (Cnidaria) | Neteldieren (Cnidaria) | Neteldieren (Cnidaria) | Neteldieren (Cnidaria) |  |  | Weekdieren (Mollusca) Inktvissen (Cephalopoda) | Weekdieren (Mollusca) Inktvissen (Cephalopoda) | Weekdieren (Mollusca) Inktvissen (Cephalopoda) | Weekdieren (Mollusca) Inktvissen (Cephalopoda) | Weekdieren (Mollusca) Inktvissen (Cephalopoda) | Weekdieren (Mollusca) Inktvissen (Cephalopoda) |           |           | Weekdieren (Mollusca) (non-cephalopoda) | Weekdieren (Mollusca) (non-cephalopoda) | Weekdieren (Mollusca) (non-cephalopoda) | Weekdieren (Mollusca) (non-cephalopoda) | Weekdieren (Mollusca) (non-cephalopoda) | Weekdieren (Mollusca) (non-cephalopoda) |  |  | Ringwormen (Annelida) | Ringwormen (Annelida) | Ringwormen (Annelida) | Ringwormen (Annelida) | Ringwormen (Annelida) | Ringwormen (Annelida) |                 |                 | Geleedpotigen (Arthropoda) | Geleedpotigen (Arthropoda) | Geleedpotigen (Arthropoda) | Geleedpotigen (Arthropoda) | Geleedpotigen (Arthropoda) | Geleedpotigen (Arthropoda) |  |  | Lancetvisjes (Amphioxiformes) | Lancetvisjes (Amphioxiformes) | Lancetvisjes (Amphioxiformes) | Lancetvisjes (Amphioxiformes) | Lancetvisjes (Amphioxiformes) | Lancetvisjes (Amphioxiformes) |                 |                 | Slijmprikken (Myxinidae)                                                | Slijmprikken (Myxinidae) | Slijmprikken (Myxinidae) | Slijmprikken (Myxinidae) | Slijmprikken (Myxinidae) | Slijmprikken (Myxinidae) |  |  | Coelacanten (Coelacanthiformes) | Coelacanten (Coelacanthiformes) | Coelacanten (Coelacanthiformes) | Coelacanten (Coelacanthiformes) | Coelacanten (Coelacanthiformes) | Coelacanten (Coelacanthiformes) |                                      |                                      | Australische longvis (Neoceratodus forsteri) | Australische longvis (Neoceratodus forsteri) | Australische longvis (Neoceratodus forsteri) | Australische longvis (Neoceratodus forsteri) | Australische longvis (Neoceratodus forsteri) | Australische longvis (Neoceratodus forsteri) |  |  | Amerikaanse en Afrikaanse longvissen (Lepidosireniformes) | Amerikaanse en Afrikaanse longvissen (Lepidosireniformes) | Amerikaanse en Afrikaanse longvissen (Lepidosireniformes) | Amerikaanse en Afrikaanse longvissen (Lepidosireniformes) | Amerikaanse en Afrikaanse longvissen (Lepidosireniformes) | Amerikaanse en Afrikaanse longvissen (Lepidosireniformes) |                  |                  | Amfibieën (Amphibia)    | Amfibieën (Amphibia)  | Amfibieën (Amphibia)  | Amfibieën (Amphibia)  | Amfibieën (Amphibia)          | Amfibieën (Amphibia)          | Boezem en kamer zonder septum | Boezem en kamer zonder septum | Boezem en kamer zonder septum | Boezem en kamer zonder septum |                       |                       | Boezem en kamer zonder septum | Boezem en kamer zonder septum | Boezem en kamer zonder septum        | Boezem en kamer zonder septum        | Boezem en kamer zonder septum        | Boezem en kamer zonder septum        | Vogels (Aves)                        | Vogels (Aves)                        | Vogels (Aves)         | Vogels (Aves)         | Vogels (Aves)                 | Vogels (Aves)                 | Boezem en kamer zonder septum | Boezem en kamer zonder septum | Boezem en kamer zonder septum | Boezem en kamer zonder septum |                       |                       | Krokodilachtigen (Crocodilia) | Krokodilachtigen (Crocodilia) | Krokodilachtigen (Crocodilia) | Krokodilachtigen (Crocodilia) | Krokodilachtigen (Crocodilia) | Krokodilachtigen (Crocodilia) | Boezem en kamer met onvolledig septum | Boezem en kamer met onvolledig septum | Boezem en kamer met onvolledig septum | Boezem en kamer met onvolledig septum | Boezem en kamer met onvolledig septum | Boezem en kamer met onvolledig septum |                     |                     | Reptielen (Reptilia) (non-crocodilia) | Reptielen (Reptilia) (non-crocodilia) | Reptielen (Reptilia) (non-crocodilia) | Reptielen (Reptilia) (non-crocodilia) | Reptielen (Reptilia) (non-crocodilia) | Reptielen (Reptilia) (non-crocodilia) |                     |                     | Zoogdieren (Mammalia) | Zoogdieren (Mammalia) | Zoogdieren (Mammalia)             | Zoogdieren (Mammalia)             | Zoogdieren (Mammalia)             | Zoogdieren (Mammalia)             | Boezem met en kamer zonder septum | Boezem met en kamer zonder septum |                     |                     |  |  |                               |                               |                               |                               |                               |                               | Boezem en kamer met volledig septum | Boezem en kamer met volledig septum | Boezem en kamer met volledig septum | Boezem en kamer met volledig septum | Boezem en kamer met volledig septum | Boezem en kamer met volledig septum |                                 |                                 |  |  |                                 |                                 |                                 |                                 |                                 |                                 | Boezem en kamer met volledig septum | Boezem en kamer met volledig septum | Boezem en kamer met volledig septum | Boezem en kamer met volledig septum | Boezem en kamer met volledig septum | Boezem en kamer met volledig septum |                               |                               |  |  |                                 |                                 |                                 |                                 |                                 |                                 | Kamer met drie onvolledige septa | Kamer met drie onvolledige septa | Kamer met drie onvolledige septa | Kamer met drie onvolledige septa | Kamer met drie onvolledige septa | Kamer met drie onvolledige septa |  |  | Boezem en kamer met volledig septum | Boezem en kamer met volledig septum | Boezem en kamer met volledig septum | Boezem en kamer met volledig septum | Boezem en kamer met volledig septum | Boezem en kamer met volledig septum |  |  |  |  |  |  |  |  |  |  |  |  |  |  |  |  |  |  |
| Sponzen (Porifera) | Sponzen (Porifera) | Sponzen (Porifera) | Sponzen (Porifera) | Sponzen (Porifera) | Sponzen (Porifera) |           |           | Neteldieren (Cnidaria) | Neteldieren (Cnidaria) | Neteldieren (Cnidaria) | Neteldieren (Cnidaria) | Neteldieren (Cnidaria) | Neteldieren (Cnidaria) |  |  | Weekdieren (Mollusca) Inktvissen (Cephalopoda) | Weekdieren (Mollusca) Inktvissen (Cephalopoda) | Weekdieren (Mollusca) Inktvissen (Cephalopoda) | Weekdieren (Mollusca) Inktvissen (Cephalopoda) | Weekdieren (Mollusca) Inktvissen (Cephalopoda) | Weekdieren (Mollusca) Inktvissen (Cephalopoda) |           |           | Weekdieren (Mollusca) (non-cephalopoda) | Weekdieren (Mollusca) (non-cephalopoda) | Weekdieren (Mollusca) (non-cephalopoda) | Weekdieren (Mollusca) (non-cephalopoda) | Weekdieren (Mollusca) (non-cephalopoda) | Weekdieren (Mollusca) (non-cephalopoda) |  |  | Ringwormen (Annelida) | Ringwormen (Annelida) | Ringwormen (Annelida) | Ringwormen (Annelida) | Ringwormen (Annelida) | Ringwormen (Annelida) |                 |                 | Geleedpotigen (Arthropoda) | Geleedpotigen (Arthropoda) | Geleedpotigen (Arthropoda) | Geleedpotigen (Arthropoda) | Geleedpotigen (Arthropoda) | Geleedpotigen (Arthropoda) |  |  | Lancetvisjes (Amphioxiformes) | Lancetvisjes (Amphioxiformes) | Lancetvisjes (Amphioxiformes) | Lancetvisjes (Amphioxiformes) | Lancetvisjes (Amphioxiformes) | Lancetvisjes (Amphioxiformes) |                 |                 | Slijmprikken (Myxinidae)                                                | Slijmprikken (Myxinidae) | Slijmprikken (Myxinidae) | Slijmprikken (Myxinidae) | Slijmprikken (Myxinidae) | Slijmprikken (Myxinidae) |  |  | Coelacanten (Coelacanthiformes) | Coelacanten (Coelacanthiformes) | Coelacanten (Coelacanthiformes) | Coelacanten (Coelacanthiformes) | Coelacanten (Coelacanthiformes) | Coelacanten (Coelacanthiformes) |                                      |                                      | Australische longvis (Neoceratodus forsteri) | Australische longvis (Neoceratodus forsteri) | Australische longvis (Neoceratodus forsteri) | Australische longvis (Neoceratodus forsteri) | Australische longvis (Neoceratodus forsteri) | Australische longvis (Neoceratodus forsteri) |  |  | Amerikaanse en Afrikaanse longvissen (Lepidosireniformes) | Amerikaanse en Afrikaanse longvissen (Lepidosireniformes) | Amerikaanse en Afrikaanse longvissen (Lepidosireniformes) | Amerikaanse en Afrikaanse longvissen (Lepidosireniformes) | Amerikaanse en Afrikaanse longvissen (Lepidosireniformes) | Amerikaanse en Afrikaanse longvissen (Lepidosireniformes) |                  |                  | Amfibieën (Amphibia)    | Amfibieën (Amphibia)  | Amfibieën (Amphibia)  | Amfibieën (Amphibia)  | Amfibieën (Amphibia)          | Amfibieën (Amphibia)          |                               |                               |                               |                               |                       |                       |                               |                               |                                      |                                      |                                      |                                      | Vogels (Aves)                        | Vogels (Aves)                        | Vogels (Aves)         | Vogels (Aves)         | Vogels (Aves)                 | Vogels (Aves)                 |                               |                               |                               |                               |                       |                       | Krokodilachtigen (Crocodilia) | Krokodilachtigen (Crocodilia) | Krokodilachtigen (Crocodilia) | Krokodilachtigen (Crocodilia) | Krokodilachtigen (Crocodilia) | Krokodilachtigen (Crocodilia) |                                       |                                       |                                       |                                       |                                       |                                       |                     |                     | Reptielen (Reptilia) (non-crocodilia) | Reptielen (Reptilia) (non-crocodilia) | Reptielen (Reptilia) (non-crocodilia) | Reptielen (Reptilia) (non-crocodilia) | Reptielen (Reptilia) (non-crocodilia) | Reptielen (Reptilia) (non-crocodilia) |                     |                     | Zoogdieren (Mammalia) | Zoogdieren (Mammalia) | Zoogdieren (Mammalia)             | Zoogdieren (Mammalia)             | Zoogdieren (Mammalia)             | Zoogdieren (Mammalia)             |                                   |                                   |                     |                     |  |  |                               |                               |                               |                               |                               |                               |                                     |                                     |                                     |                                     |                                     |                                     |                                 |                                 |  |  |                                 |                                 |                                 |                                 |                                 |                                 |                                     |                                     |                                     |                                     |                                     |                                     |                               |                               |  |  |                                 |                                 |                                 |                                 |                                 |                                 |                                  |                                  |                                  |                                  |                                  |                                  |  |  |                                     |                                     |                                     |                                     |                                     |                                     |  |  |  |  |  |  |  |  |  |  |  |  |  |  |  |  |  |  |
|                    |                    |                    |                    |                    |                    |           |           |                        |                        |                        |                        |                        |                        |  |  |                                                |                                                |                                                |                                                |                                                |                                                |           |           |                                         |                                         |                                         |                                         |                                         |                                         |  |  |                       |                       |                       |                       |                       |                       |                 |                 |                            |                            |                            |                            |                            |                            |  |  |                               |                               |                               |                               |                               |                               |                 |                 |                                                                         |                          |                          |                          |                          |                          |  |  |                                 |                                 |                                 |                                 |                                 |                                 |                                      |                                      |                                              |                                              |                                              |                                              |                                              |                                              |  |  |                                                           |                                                           |                                                           |                                                           |                                                           |                                                           |                  |                  |                         |                       |                       |                       |                               |                               |                               |                               |                               |                               |                       |                       |                               |                               |                                      |                                      |                                      |                                      |                                      |                                      |                       |                       |                               |                               |                               |                               |                               |                               |                       |                       |                               |                               |                               |                               |                               |                               |                                       |                                       |                                       |                                       |                                       |                                       |                     |                     |                                       |                                       |                                       |                                       |                                       |                                       |                     |                     |                       |                       |                                   |                                   |                                   |                                   |                                   |                                   |                     |                     |  |  |                               |                               |                               |                               |                               |                               |                                     |                                     |                                     |                                     |                                     |                                     |                                 |                                 |  |  |                                 |                                 |                                 |                                 |                                 |                                 |                                     |                                     |                                     |                                     |                                     |                                     |                               |                               |  |  |                                 |                                 |                                 |                                 |                                 |                                 |                                  |                                  |                                  |                                  |                                  |                                  |  |  |                                     |                                     |                                     |                                     |                                     |                                     |  |  |  |  |  |  |  |  |  |  |  |  |  |  |  |  |  |  |
|                    |                    |                    |                    |                    |                    |           |           |                        |                        |                        |                        |                        |                        |  |  |                                                |                                                |                                                |                                                |                                                |                                                |           |           |                                         |                                         |                                         |                                         |                                         |                                         |  |  |                       |                       |                       |                       |                       |                       |                 |                 |                            |                            |                            |                            |                            |                            |  |  |                               |                               |                               |                               |                               |                               |                 |                 |                                                                         |                          |                          |                          |                          |                          |  |  |                                 |                                 |                                 |                                 |                                 |                                 |                                      |                                      |                                              |                                              |                                              |                                              |                                              |                                              |  |  |                                                           |                                                           |                                                           |                                                           |                                                           |                                                           |                  |                  |                         |                       |                       |                       |                               |                               |                               |                               |                               |                               |                       |                       |                               |                               |                                      |                                      | Archosauria                          |                                      |                                      |                                      |                       |                       |                               |                               |                               |                               |                               |                               |                       |                       |                               |                               |                               |                               |                               |                               |                                       |                                       |                                       |                                       |                                       |                                       |                     |                     |                                       |                                       |                                       |                                       |                                       |                                       |                     |                     |                       |                       |                                   |                                   |                                   |                                   |                                   |                                   |                     |                     |  |  |                               |                               |                               |                               |                               |                               |                                     |                                     |                                     |                                     |                                     |                                     |                                 |                                 |  |  |                                 |                                 |                                 |                                 |                                 |                                 |                                     |                                     |                                     |                                     |                                     |                                     |                               |                               |  |  |                                 |                                 |                                 |                                 |                                 |                                 |                                  |                                  |                                  |                                  |                                  |                                  |  |  |                                     |                                     |                                     |                                     |                                     |                                     |  |  |  |  |  |  |  |  |  |  |  |  |  |  |  |  |  |  |
|                    |                    |                    |                    |                    |                    |           |           |                        |                        |                        |                        |                        |                        |  |  |                                                |                                                |                                                |                                                |                                                |                                                |           |           |                                         |                                         |                                         |                                         |                                         |                                         |  |  |                       |                       |                       |                       |                       |                       |                 |                 |                            |                            |                            |                            |                            |                            |  |  |                               |                               |                               |                               |                               |                               |                 |                 |                                                                         |                          |                          |                          |                          |                          |  |  |                                 |                                 |                                 |                                 |                                 |                                 |                                      |                                      |                                              |                                              |                                              |                                              |                                              |                                              |  |  |                                                           |                                                           |                                                           |                                                           |                                                           |                                                           |                  |                  |                         |                       |                       |                       |                               |                               |                               |                               |                               |                               |                       |                       |                               |                               |                                      |                                      |                                      |                                      |                                      |                                      |                       |                       |                               |                               |                               |                               |                               |                               |                       |                       |                               |                               |                               |                               |                               |                               |                                       |                                       |                                       |                                       |                                       |                                       |                     |                     |                                       |                                       |                                       |                                       |                                       |                                       |                     |                     |                       |                       |                                   |                                   |                                   |                                   |                                   |                                   |                     |                     |  |  |                               |                               |                               |                               |                               |                               |                                     |                                     |                                     |                                     |                                     |                                     |                                 |                                 |  |  |                                 |                                 |                                 |                                 |                                 |                                 |                                     |                                     |                                     |                                     |                                     |                                     |                               |                               |  |  |                                 |                                 |                                 |                                 |                                 |                                 |                                  |                                  |                                  |                                  |                                  |                                  |  |  |                                     |                                     |                                     |                                     |                                     |                                     |  |  |  |  |  |  |  |  |  |  |  |  |  |  |  |  |  |  |
|                    |                    |                    |                    |                    |                    |           |           |                        |                        |                        |                        |                        |                        |  |  |                                                |                                                |                                                |                                                |                                                |                                                |           |           |                                         |                                         |                                         |                                         |                                         |                                         |  |  |                       |                       |                       |                       |                       |                       |                 |                 |                            |                            |                            |                            |                            |                            |  |  |                               |                               |                               |                               |                               |                               |                 |                 |                                                                         |                          |                          |                          |                          |                          |  |  |                                 |                                 |                                 |                                 |                                 |                                 |                                      |                                      |                                              |                                              |                                              |                                              |                                              |                                              |  |  |                                                           |                                                           |                                                           |                                                           |                                                           |                                                           |                  |                  |                         |                       |                       |                       |                               |                               |                               |                               |                               |                               |                       |                       |                               |                               |                                      |                                      |                                      |                                      |                                      |                                      |                       |                       |                               |                               |                               |                               |                               |                               |                       |                       |                               |                               |                               |                               |                               |                               |                                       |                                       |                                       |                                       |                                       |                                       |                     |                     |                                       |                                       |                                       |                                       |                                       |                                       |                     |                     |                       |                       |                                   |                                   |                                   |                                   |                                   |                                   |                     |                     |  |  |                               |                               |                               |                               |                               |                               |                                     |                                     |                                     |                                     |                                     |                                     |                                 |                                 |  |  |                                 |                                 |                                 |                                 |                                 |                                 |                                     |                                     |                                     |                                     |                                     |                                     |                               |                               |  |  |                                 |                                 |                                 |                                 |                                 |                                 |                                  |                                  |                                  |                                  |                                  |                                  |  |  |                                     |                                     |                                     |                                     |                                     |                                     |  |  |  |  |  |  |  |  |  |  |  |  |  |  |  |  |  |  |
|                    |                    |                    |                    |                    |                    |           |           |                        |                        |                        |                        |                        |                        |  |  |                                                |                                                |                                                |                                                |                                                |                                                |           |           |                                         |                                         |                                         |                                         |                                         |                                         |  |  |                       |                       |                       |                       |                       |                       |                 |                 |                            |                            |                            |                            |                            |                            |  |  |                               |                               |                               |                               |                               |                               |                 |                 |                                                                         |                          |                          |                          |                          |                          |  |  |                                 |                                 |                                 |                                 |                                 |                                 |                                      |                                      |                                              |                                              |                                              |                                              |                                              |                                              |  |  |                                                           |                                                           |                                                           |                                                           |                                                           |                                                           |                  |                  |                         |                       |                       |                       |                               |                               |                               |                               |                               |                               |                       |                       |                               |                               |                                      |                                      |                                      |                                      |                                      |                                      |                       |                       |                               |                               |                               |                               |                               |                               |                       |                       |                               |                               |                               |                               |                               |                               |                                       |                                       |                                       |                                       |                                       |                                       |                     |                     |                                       |                                       |                                       |                                       |                                       |                                       |                     |                     |                       |                       |                                   |                                   |                                   |                                   |                                   |                                   |                     |                     |  |  |                               |                               |                               |                               |                               |                               |                                     |                                     |                                     |                                     |                                     |                                     |                                 |                                 |  |  |                                 |                                 |                                 |                                 |                                 |                                 |                                     |                                     |                                     |                                     |                                     |                                     |                               |                               |  |  |                                 |                                 |                                 |                                 |                                 |                                 |                                  |                                  |                                  |                                  |                                  |                                  |  |  |                                     |                                     |                                     |                                     |                                     |                                     |  |  |  |  |  |  |  |  |  |  |  |  |  |  |  |  |  |  |
|                    |                    |                    |                    |                    |                    |           |           |                        |                        |                        |                        |                        |                        |  |  |                                                |                                                |                                                |                                                |                                                |                                                |           |           |                                         |                                         |                                         |                                         |                                         |                                         |  |  |                       |                       |                       |                       |                       |                       |                 |                 |                            |                            |                            |                            |                            |                            |  |  |                               |                               |                               |                               |                               |                               |                 |                 |                                                                         |                          |                          |                          |                          |                          |  |  |                                 |                                 |                                 |                                 |                                 |                                 |                                      |                                      | Longvissen (Dipnoi)                          | Longvissen (Dipnoi)                          | Longvissen (Dipnoi)                          | Longvissen (Dipnoi)                          | Longvissen (Dipnoi)                          | Longvissen (Dipnoi)                          |  |  |                                                           |                                                           |                                                           |                                                           |                                                           |                                                           |                  |                  |                         |                       |                       |                       |                               |                               |                               |                               |                               |                               |                       |                       |                               |                               |                                      |                                      |                                      |                                      |                                      |                                      |                       |                       |                               |                               | Amniota                       | Amniota                       | Amniota                       | Amniota                       | Amniota               | Amniota               |                               |                               |                               |                               |                               |                               |                                       |                                       |                                       |                                       |                                       |                                       |                     |                     |                                       |                                       |                                       |                                       |                                       |                                       |                     |                     |                       |                       |                                   |                                   |                                   |                                   |                                   |                                   |                     |                     |  |  |                               |                               |                               |                               |                               |                               |                                     |                                     |                                     |                                     |                                     |                                     |                                 |                                 |  |  |                                 |                                 |                                 |                                 |                                 |                                 |                                     |                                     |                                     |                                     |                                     |                                     |                               |                               |  |  |                                 |                                 |                                 |                                 |                                 |                                 |                                  |                                  |                                  |                                  |                                  |                                  |  |  |                                     |                                     |                                     |                                     |                                     |                                     |  |  |  |  |  |  |  |  |  |  |  |  |  |  |  |  |  |  |
|                    |                    |                    |                    |                    |                    |           |           |                        |                        |                        |                        |                        |                        |  |  |                                                |                                                |                                                |                                                |                                                |                                                |           |           |                                         |                                         |                                         |                                         |                                         |                                         |  |  |                       |                       |                       |                       |                       |                       |                 |                 |                            |                            |                            |                            |                            |                            |  |  |                               |                               |                               |                               |                               |                               |                 |                 |                                                                         |                          |                          |                          |                          |                          |  |  |                                 |                                 |                                 |                                 |                                 |                                 |                                      |                                      | Longvissen (Dipnoi)                          | Longvissen (Dipnoi)                          | Longvissen (Dipnoi)                          | Longvissen (Dipnoi)                          | Longvissen (Dipnoi)                          | Longvissen (Dipnoi)                          |  |  |                                                           |                                                           |                                                           |                                                           |                                                           |                                                           |                  |                  |                         |                       |                       |                       |                               |                               |                               |                               |                               |                               |                       |                       |                               |                               |                                      |                                      |                                      |                                      |                                      |                                      |                       |                       |                               |                               | Amniota                       | Amniota                       | Amniota                       | Amniota                       | Amniota               | Amniota               |                               |                               |                               |                               |                               |                               |                                       |                                       |                                       |                                       |                                       |                                       |                     |                     |                                       |                                       |                                       |                                       |                                       |                                       |                     |                     |                       |                       |                                   |                                   |                                   |                                   |                                   |                                   |                     |                     |  |  |                               |                               |                               |                               |                               |                               |                                     |                                     |                                     |                                     |                                     |                                     |                                 |                                 |  |  |                                 |                                 |                                 |                                 |                                 |                                 |                                     |                                     |                                     |                                     |                                     |                                     |                               |                               |  |  |                                 |                                 |                                 |                                 |                                 |                                 |                                  |                                  |                                  |                                  |                                  |                                  |  |  |                                     |                                     |                                     |                                     |                                     |                                     |  |  |  |  |  |  |  |  |  |  |  |  |  |  |  |  |  |  |
|                    |                    |                    |                    |                    |                    |           |           |                        |                        |                        |                        |                        |                        |  |  |                                                |                                                |                                                |                                                |                                                |                                                |           |           |                                         |                                         |                                         |                                         |                                         |                                         |  |  |                       |                       |                       |                       |                       |                       |                 |                 |                            |                            |                            |                            |                            |                            |  |  |                               |                               |                               |                               |                               |                               |                 |                 |                                                                         |                          |                          |                          |                          |                          |  |  |                                 |                                 |                                 |                                 |                                 |                                 |                                      |                                      |                                              |                                              |                                              |                                              |                                              |                                              |  |  |                                                           |                                                           |                                                           |                                                           |                                                           |                                                           |                  |                  | Viervoeters (Tetrapoda) |                       |                       |                       |                               |                               |                               |                               |                               |                               |                       |                       |                               |                               |                                      |                                      |                                      |                                      |                                      |                                      |                       |                       |                               |                               |                               |                               |                               |                               |                       |                       |                               |                               |                               |                               |                               |                               |                                       |                                       |                                       |                                       |                                       |                                       |                     |                     |                                       |                                       |                                       |                                       |                                       |                                       |                     |                     |                       |                       |                                   |                                   |                                   |                                   |                                   |                                   |                     |                     |  |  |                               |                               |                               |                               |                               |                               |                                     |                                     |                                     |                                     |                                     |                                     |                                 |                                 |  |  |                                 |                                 |                                 |                                 |                                 |                                 |                                     |                                     |                                     |                                     |                                     |                                     |                               |                               |  |  |                                 |                                 |                                 |                                 |                                 |                                 |                                  |                                  |                                  |                                  |                                  |                                  |  |  |                                     |                                     |                                     |                                     |                                     |                                     |  |  |  |  |  |  |  |  |  |  |  |  |  |  |  |  |  |  |
|                    |                    |                    |                    |                    |                    |           |           |                        |                        |                        |                        |                        |                        |  |  |                                                |                                                |                                                |                                                |                                                |                                                |           |           |                                         |                                         |                                         |                                         |                                         |                                         |  |  |                       |                       |                       |                       |                       |                       |                 |                 |                            |                            |                            |                            |                            |                            |  |  |                               |                               |                               |                               |                               |                               |                 |                 |                                                                         |                          |                          |                          |                          |                          |  |  |                                 |                                 |                                 |                                 |                                 |                                 |                                      |                                      |                                              |                                              |                                              |                                              |                                              |                                              |  |  |                                                           |                                                           |                                                           |                                                           |                                                           |                                                           |                  |                  |                         |                       |                       |                       |                               |                               |                               |                               |                               |                               |                       |                       |                               |                               |                                      |                                      |                                      |                                      |                                      |                                      |                       |                       |                               |                               |                               |                               |                               |                               |                       |                       |                               |                               |                               |                               |                               |                               |                                       |                                       |                                       |                                       |                                       |                                       |                     |                     |                                       |                                       |                                       |                                       |                                       |                                       |                     |                     |                       |                       |                                   |                                   |                                   |                                   |                                   |                                   |                     |                     |  |  |                               |                               |                               |                               |                               |                               |                                     |                                     |                                     |                                     |                                     |                                     |                                 |                                 |  |  |                                 |                                 |                                 |                                 |                                 |                                 |                                     |                                     |                                     |                                     |                                     |                                     |                               |                               |  |  |                                 |                                 |                                 |                                 |                                 |                                 |                                  |                                  |                                  |                                  |                                  |                                  |  |  |                                     |                                     |                                     |                                     |                                     |                                     |  |  |  |  |  |  |  |  |  |  |  |  |  |  |  |  |  |  |
|                    |                    |                    |                    |                    |                    |           |           |                        |                        |                        |                        |                        |                        |  |  |                                                |                                                |                                                |                                                |                                                |                                                |           |           |                                         |                                         |                                         |                                         |                                         |                                         |  |  |                       |                       |                       |                       |                       |                       |                 |                 |                            |                            |                            |                            |                            |                            |  |  |                               |                               |                               |                               |                               |                               |                 |                 |                                                                         |                          |                          |                          |                          |                          |  |  | Kwastvinnigen (Sarcopterygii)   |                                 |                                 |                                 |                                 |                                 |                                      |                                      |                                              |                                              |                                              |                                              |                                              |                                              |  |  |                                                           |                                                           |                                                           |                                                           |                                                           |                                                           |                  |                  |                         |                       |                       |                       |                               |                               |                               |                               |                               |                               |                       |                       |                               |                               |                                      |                                      |                                      |                                      |                                      |                                      |                       |                       |                               |                               |                               |                               |                               |                               |                       |                       |                               |                               |                               |                               |                               |                               |                                       |                                       |                                       |                                       |                                       |                                       |                     |                     |                                       |                                       |                                       |                                       |                                       |                                       |                     |                     |                       |                       |                                   |                                   |                                   |                                   |                                   |                                   |                     |                     |  |  |                               |                               |                               |                               |                               |                               |                                     |                                     |                                     |                                     |                                     |                                     |                                 |                                 |  |  |                                 |                                 |                                 |                                 |                                 |                                 |                                     |                                     |                                     |                                     |                                     |                                     |                               |                               |  |  |                                 |                                 |                                 |                                 |                                 |                                 |                                  |                                  |                                  |                                  |                                  |                                  |  |  |                                     |                                     |                                     |                                     |                                     |                                     |  |  |  |  |  |  |  |  |  |  |  |  |  |  |  |  |  |  |
|                    |                    |                    |                    |                    |                    |           |           |                        |                        |                        |                        |                        |                        |  |  |                                                |                                                |                                                |                                                |                                                |                                                |           |           |                                         |                                         |                                         |                                         |                                         |                                         |  |  |                       |                       |                       |                       |                       |                       |                 |                 |                            |                            |                            |                            |                            |                            |  |  |                               |                               |                               |                               |                               |                               |                 |                 |                                                                         |                          |                          |                          |                          |                          |  |  |                                 |                                 |                                 |                                 |                                 |                                 |                                      |                                      |                                              |                                              |                                              |                                              |                                              |                                              |  |  |                                                           |                                                           |                                                           |                                                           |                                                           |                                                           |                  |                  |                         |                       |                       |                       |                               |                               |                               |                               |                               |                               |                       |                       |                               |                               |                                      |                                      |                                      |                                      |                                      |                                      |                       |                       |                               |                               |                               |                               |                               |                               |                       |                       |                               |                               |                               |                               |                               |                               |                                       |                                       |                                       |                                       |                                       |                                       |                     |                     |                                       |                                       |                                       |                                       |                                       |                                       |                     |                     |                       |                       |                                   |                                   |                                   |                                   |                                   |                                   |                     |                     |  |  |                               |                               |                               |                               |                               |                               |                                     |                                     |                                     |                                     |                                     |                                     |                                 |                                 |  |  |                                 |                                 |                                 |                                 |                                 |                                 |                                     |                                     |                                     |                                     |                                     |                                     |                               |                               |  |  |                                 |                                 |                                 |                                 |                                 |                                 |                                  |                                  |                                  |                                  |                                  |                                  |  |  |                                     |                                     |                                     |                                     |                                     |                                     |  |  |  |  |  |  |  |  |  |  |  |  |  |  |  |  |  |  |
|                    |                    |                    |                    |                    |                    |           |           |                        |                        |                        |                        |                        |                        |  |  |                                                |                                                |                                                |                                                |                                                |                                                |           |           |                                         |                                         |                                         |                                         |                                         |                                         |  |  |                       |                       |                       |                       |                       |                       |                 |                 |                            |                            |                            |                            |                            |                            |  |  |                               |                               |                               |                               |                               |                               |                 |                 |                                                                         |                          |                          |                          |                          |                          |  |  | Beenvisachtigen (Osteichthyes)  |                                 |                                 |                                 |                                 |                                 |                                      |                                      |                                              |                                              |                                              |                                              |                                              |                                              |  |  |                                                           |                                                           |                                                           |                                                           |                                                           |                                                           |                  |                  |                         |                       |                       |                       |                               |                               |                               |                               |                               |                               |                       |                       |                               |                               |                                      |                                      |                                      |                                      |                                      |                                      |                       |                       |                               |                               |                               |                               |                               |                               |                       |                       |                               |                               |                               |                               |                               |                               |                                       |                                       |                                       |                                       |                                       |                                       |                     |                     |                                       |                                       |                                       |                                       |                                       |                                       |                     |                     |                       |                       |                                   |                                   |                                   |                                   |                                   |                                   |                     |                     |  |  |                               |                               |                               |                               |                               |                               |                                     |                                     |                                     |                                     |                                     |                                     |                                 |                                 |  |  |                                 |                                 |                                 |                                 |                                 |                                 |                                     |                                     |                                     |                                     |                                     |                                     |                               |                               |  |  |                                 |                                 |                                 |                                 |                                 |                                 |                                  |                                  |                                  |                                  |                                  |                                  |  |  |                                     |                                     |                                     |                                     |                                     |                                     |  |  |  |  |  |  |  |  |  |  |  |  |  |  |  |  |  |  |
|                    |                    |                    |                    |                    |                    |           |           |                        |                        |                        |                        |                        |                        |  |  |                                                |                                                |                                                |                                                |                                                |                                                |           |           |                                         |                                         |                                         |                                         |                                         |                                         |  |  |                       |                       |                       |                       |                       |                       |                 |                 |                            |                            |                            |                            |                            |                            |  |  |                               |                               |                               |                               |                               |                               |                 |                 |                                                                         |                          |                          |                          |                          |                          |  |  |                                 |                                 |                                 |                                 |                                 |                                 |                                      |                                      |                                              |                                              |                                              |                                              |                                              |                                              |  |  |                                                           |                                                           |                                                           |                                                           |                                                           |                                                           |                  |                  |                         |                       |                       |                       |                               |                               |                               |                               |                               |                               |                       |                       |                               |                               |                                      |                                      |                                      |                                      |                                      |                                      |                       |                       |                               |                               |                               |                               |                               |                               |                       |                       |                               |                               |                               |                               |                               |                               |                                       |                                       |                                       |                                       |                                       |                                       |                     |                     |                                       |                                       |                                       |                                       |                                       |                                       |                     |                     |                       |                       |                                   |                                   |                                   |                                   |                                   |                                   |                     |                     |  |  |                               |                               |                               |                               |                               |                               |                                     |                                     |                                     |                                     |                                     |                                     |                                 |                                 |  |  |                                 |                                 |                                 |                                 |                                 |                                 |                                     |                                     |                                     |                                     |                                     |                                     |                               |                               |  |  |                                 |                                 |                                 |                                 |                                 |                                 |                                  |                                  |                                  |                                  |                                  |                                  |  |  |                                     |                                     |                                     |                                     |                                     |                                     |  |  |  |  |  |  |  |  |  |  |  |  |  |  |  |  |  |  |
|                    |                    |                    |                    |                    |                    |           |           |                        |                        |                        |                        |                        |                        |  |  |                                                |                                                |                                                |                                                |                                                |                                                |           |           |                                         |                                         |                                         |                                         |                                         |                                         |  |  |                       |                       |                       |                       |                       |                       |                 |                 |                            |                            |                            |                            |                            |                            |  |  |                               |                               |                               |                               |                               |                               |                 |                 | Recentste gemeenschappelijke voorouder van gewervelden Eerste endotheel |                          |                          |                          |                          |                          |  |  |                                 |                                 |                                 |                                 |                                 |                                 |                                      |                                      |                                              |                                              |                                              |                                              |                                              |                                              |  |  |                                                           |                                                           |                                                           |                                                           |                                                           |                                                           |                  |                  |                         |                       |                       |                       |                               |                               |                               |                               |                               |                               |                       |                       |                               |                               |                                      |                                      |                                      |                                      |                                      |                                      |                       |                       |                               |                               |                               |                               |                               |                               |                       |                       |                               |                               |                               |                               |                               |                               |                                       |                                       |                                       |                                       |                                       |                                       |                     |                     |                                       |                                       |                                       |                                       |                                       |                                       |                     |                     |                       |                       |                                   |                                   |                                   |                                   |                                   |                                   |                     |                     |  |  |                               |                               |                               |                               |                               |                               |                                     |                                     |                                     |                                     |                                     |                                     |                                 |                                 |  |  |                                 |                                 |                                 |                                 |                                 |                                 |                                     |                                     |                                     |                                     |                                     |                                     |                               |                               |  |  |                                 |                                 |                                 |                                 |                                 |                                 |                                  |                                  |                                  |                                  |                                  |                                  |  |  |                                     |                                     |                                     |                                     |                                     |                                     |  |  |  |  |  |  |  |  |  |  |  |  |  |  |  |  |  |  |
|                    |                    |                    |                    |                    |                    |           |           |                        |                        |                        |                        |                        |                        |  |  |                                                |                                                |                                                |                                                |                                                |                                                |           |           |                                         |                                         |                                         |                                         |                                         |                                         |  |  |                       |                       |                       |                       |                       |                       |                 |                 |                            |                            |                            |                            |                            |                            |  |  |                               |                               |                               |                               |                               |                               |                 |                 |                                                                         |                          |                          |                          |                          |                          |  |  |                                 |                                 |                                 |                                 |                                 |                                 |                                      |                                      |                                              |                                              |                                              |                                              |                                              |                                              |  |  |                                                           |                                                           |                                                           |                                                           |                                                           |                                                           |                  |                  |                         |                       |                       |                       |                               |                               |                               |                               |                               |                               |                       |                       |                               |                               |                                      |                                      |                                      |                                      |                                      |                                      |                       |                       |                               |                               |                               |                               |                               |                               |                       |                       |                               |                               |                               |                               |                               |                               |                                       |                                       |                                       |                                       |                                       |                                       |                     |                     |                                       |                                       |                                       |                                       |                                       |                                       |                     |                     |                       |                       |                                   |                                   |                                   |                                   |                                   |                                   |                     |                     |  |  |                               |                               |                               |                               |                               |                               |                                     |                                     |                                     |                                     |                                     |                                     |                                 |                                 |  |  |                                 |                                 |                                 |                                 |                                 |                                 |                                     |                                     |                                     |                                     |                                     |                                     |                               |                               |  |  |                                 |                                 |                                 |                                 |                                 |                                 |                                  |                                  |                                  |                                  |                                  |                                  |  |  |                                     |                                     |                                     |                                     |                                     |                                     |  |  |  |  |  |  |  |  |  |  |  |  |  |  |  |  |  |  |
|                    |                    |                    |                    |                    |                    |           |           |                        |                        |                        |                        |                        |                        |  |  |                                                |                                                |                                                |                                                |                                                |                                                |           |           |                                         |                                         |                                         |                                         |                                         |                                         |  |  |                       |                       |                       |                       |                       |                       |                 |                 |                            |                            |                            |                            |                            |                            |  |  |                               |                               |                               |                               |                               |                               |                 |                 |                                                                         |                          |                          |                          |                          |                          |  |  |                                 |                                 |                                 |                                 |                                 |                                 |                                      |                                      |                                              |                                              |                                              |                                              |                                              |                                              |  |  |                                                           |                                                           |                                                           |                                                           |                                                           |                                                           |                  |                  |                         |                       |                       |                       |                               |                               |                               |                               |                               |                               |                       |                       |                               |                               |                                      |                                      |                                      |                                      |                                      |                                      |                       |                       |                               |                               |                               |                               |                               |                               |                       |                       |                               |                               |                               |                               |                               |                               |                                       |                                       |                                       |                                       |                                       |                                       |                     |                     |                                       |                                       |                                       |                                       |                                       |                                       |                     |                     |                       |                       |                                   |                                   |                                   |                                   |                                   |                                   |                     |                     |  |  |                               |                               |                               |                               |                               |                               |                                     |                                     |                                     |                                     |                                     |                                     |                                 |                                 |  |  |                                 |                                 |                                 |                                 |                                 |                                 |                                     |                                     |                                     |                                     |                                     |                                     |                               |                               |  |  |                                 |                                 |                                 |                                 |                                 |                                 |                                  |                                  |                                  |                                  |                                  |                                  |  |  |                                     |                                     |                                     |                                     |                                     |                                     |  |  |  |  |  |  |  |  |  |  |  |  |  |  |  |  |  |  |
|                    |                    |                    |                    |                    |                    |           |           |                        |                        |                        |                        |                        |                        |  |  |                                                |                                                |                                                |                                                |                                                |                                                |           |           |                                         |                                         |                                         |                                         |                                         |                                         |  |  |                       |                       |                       |                       |                       |                       |                 |                 |                            |                            |                            |                            |                            |                            |  |  |                               |                               |                               |                               |                               |                               |                 |                 |                                                                         |                          |                          |                          |                          |                          |  |  |                                 |                                 |                                 |                                 |                                 |                                 |                                      |                                      |                                              |                                              |                                              |                                              |                                              |                                              |  |  |                                                           |                                                           |                                                           |                                                           |                                                           |                                                           |                  |                  |                         |                       |                       |                       |                               |                               |                               |                               |                               |                               |                       |                       |                               |                               |                                      |                                      |                                      |                                      |                                      |                                      |                       |                       |                               |                               |                               |                               |                               |                               |                       |                       |                               |                               |                               |                               |                               |                               |                                       |                                       |                                       |                                       |                                       |                                       |                     |                     |                                       |                                       |                                       |                                       |                                       |                                       |                     |                     |                       |                       |                                   |                                   |                                   |                                   |                                   |                                   |                     |                     |  |  |                               |                               |                               |                               |                               |                               |                                     |                                     |                                     |                                     |                                     |                                     |                                 |                                 |  |  |                                 |                                 |                                 |                                 |                                 |                                 |                                     |                                     |                                     |                                     |                                     |                                     |                               |                               |  |  |                                 |                                 |                                 |                                 |                                 |                                 |                                  |                                  |                                  |                                  |                                  |                                  |  |  |                                     |                                     |                                     |                                     |                                     |                                     |  |  |  |  |  |  |  |  |  |  |  |  |  |  |  |  |  |  |
|                    |                    |                    |                    |                    |                    |           |           |                        |                        |                        |                        |                        |                        |  |  | Oer-Bilateriaan Eerste bloedvatenstelsel       |                                                |                                                |                                                |                                                |                                                |           |           |                                         |                                         |                                         |                                         |                                         |                                         |  |  |                       |                       |                       |                       |                       |                       |                 |                 |                            |                            |                            |                            |                            |                            |  |  |                               |                               |                               |                               |                               |                               |                 |                 |                                                                         |                          |                          |                          |                          |                          |  |  |                                 |                                 |                                 |                                 |                                 |                                 |                                      |                                      |                                              |                                              |                                              |                                              |                                              |                                              |  |  |                                                           |                                                           |                                                           |                                                           |                                                           |                                                           |                  |                  |                         |                       |                       |                       |                               |                               |                               |                               |                               |                               |                       |                       |                               |                               |                                      |                                      |                                      |                                      |                                      |                                      |                       |                       |                               |                               |                               |                               |                               |                               |                       |                       |                               |                               |                               |                               |                               |                               |                                       |                                       |                                       |                                       |                                       |                                       |                     |                     |                                       |                                       |                                       |                                       |                                       |                                       |                     |                     |                       |                       |                                   |                                   |                                   |                                   |                                   |                                   |                     |                     |  |  |                               |                               |                               |                               |                               |                               |                                     |                                     |                                     |                                     |                                     |                                     |                                 |                                 |  |  |                                 |                                 |                                 |                                 |                                 |                                 |                                     |                                     |                                     |                                     |                                     |                                     |                               |                               |  |  |                                 |                                 |                                 |                                 |                                 |                                 |                                  |                                  |                                  |                                  |                                  |                                  |  |  |                                     |                                     |                                     |                                     |                                     |                                     |  |  |  |  |  |  |  |  |  |  |  |  |  |  |  |  |  |  |
|                    |                    |                    |                    |                    |                    |           |           |                        |                        |                        |                        |                        |                        |  |  |                                                |                                                |                                                |                                                |                                                |                                                |           |           |                                         |                                         |                                         |                                         |                                         |                                         |  |  |                       |                       |                       |                       |                       |                       |                 |                 |                            |                            |                            |                            |                            |                            |  |  |                               |                               |                               |                               |                               |                               |                 |                 |                                                                         |                          |                          |                          |                          |                          |  |  |                                 |                                 |                                 |                                 |                                 |                                 |                                      |                                      |                                              |                                              |                                              |                                              |                                              |                                              |  |  |                                                           |                                                           |                                                           |                                                           |                                                           |                                                           |                  |                  |                         |                       |                       |                       |                               |                               |                               |                               |                               |                               |                       |                       |                               |                               |                                      |                                      |                                      |                                      |                                      |                                      |                       |                       |                               |                               |                               |                               |                               |                               |                       |                       |                               |                               |                               |                               |                               |                               |                                       |                                       |                                       |                                       |                                       |                                       |                     |                     |                                       |                                       |                                       |                                       |                                       |                                       |                     |                     |                       |                       |                                   |                                   |                                   |                                   |                                   |                                   |                     |                     |  |  |                               |                               |                               |                               |                               |                               |                                     |                                     |                                     |                                     |                                     |                                     |                                 |                                 |  |  |                                 |                                 |                                 |                                 |                                 |                                 |                                     |                                     |                                     |                                     |                                     |                                     |                               |                               |  |  |                                 |                                 |                                 |                                 |                                 |                                 |                                  |                                  |                                  |                                  |                                  |                                  |  |  |                                     |                                     |                                     |                                     |                                     |                                     |  |  |  |  |  |  |  |  |  |  |  |  |  |  |  |  |  |  |
|                    |                    |                    |                    |                    |                    |           |           |                        |                        |                        |                        |                        |                        |  |  |                                                |                                                |                                                |                                                |                                                |                                                |           |           |                                         |                                         |                                         |                                         |                                         |                                         |  |  |                       |                       |                       |                       |                       |                       |                 |                 |                            |                            |                            |                            |                            |                            |  |  |                               |                               |                               |                               |                               |                               |                 |                 |                                                                         |                          |                          |                          |                          |                          |  |  |                                 |                                 |                                 |                                 |                                 |                                 |                                      |                                      |                                              |                                              |                                              |                                              |                                              |                                              |  |  |                                                           |                                                           |                                                           |                                                           |                                                           |                                                           |                  |                  |                         |                       |                       |                       |                               |                               |                               |                               |                               |                               |                       |                       |                               |                               |                                      |                                      |                                      |                                      |                                      |                                      |                       |                       |                               |                               |                               |                               |                               |                               |                       |                       |                               |                               |                               |                               |                               |                               |                                       |                                       |                                       |                                       |                                       |                                       |                     |                     |                                       |                                       |                                       |                                       |                                       |                                       |                     |                     |                       |                       |                                   |                                   |                                   |                                   |                                   |                                   |                     |                     |  |  |                               |                               |                               |                               |                               |                               |                                     |                                     |                                     |                                     |                                     |                                     |                                 |                                 |  |  |                                 |                                 |                                 |                                 |                                 |                                 |                                     |                                     |                                     |                                     |                                     |                                     |                               |                               |  |  |                                 |                                 |                                 |                                 |                                 |                                 |                                  |                                  |                                  |                                  |                                  |                                  |  |  |                                     |                                     |                                     |                                     |                                     |                                     |  |  |  |  |  |  |  |  |  |  |  |  |  |  |  |  |  |  |
|                    |                    |                    |                    |                    |                    |           |           |                        |                        |                        |                        |                        |                        |  |  |                                                |                                                |                                                |                                                |                                                |                                                |           |           |                                         |                                         |                                         |                                         |                                         |                                         |  |  |                       |                       |                       |                       |                       |                       |                 |                 |                            |                            |                            |                            |                            |                            |  |  |                               |                               |                               |                               |                               |                               |                 |                 |                                                                         |                          |                          |                          |                          |                          |  |  |                                 |                                 |                                 |                                 |                                 |                                 |                                      |                                      |                                              |                                              |                                              |                                              |                                              |                                              |  |  |                                                           |                                                           |                                                           |                                                           |                                                           |                                                           |                  |                  |                         |                       |                       |                       |                               |                               |                               |                               |                               |                               |                       |                       |                               |                               |                                      |                                      |                                      |                                      |                                      |                                      |                       |                       |                               |                               |                               |                               |                               |                               |                       |                       |                               |                               |                               |                               |                               |                               |                                       |                                       |                                       |                                       |                                       |                                       |                     |                     |                                       |                                       |                                       |                                       |                                       |                                       |                     |                     |                       |                       |                                   |                                   |                                   |                                   |                                   |                                   |                     |                     |  |  |                               |                               |                               |                               |                               |                               |                                     |                                     |                                     |                                     |                                     |                                     |                                 |                                 |  |  |                                 |                                 |                                 |                                 |                                 |                                 |                                     |                                     |                                     |                                     |                                     |                                     |                               |                               |  |  |                                 |                                 |                                 |                                 |                                 |                                 |                                  |                                  |                                  |                                  |                                  |                                  |  |  |                                     |                                     |                                     |                                     |                                     |                                     |  |  |  |  |  |  |  |  |  |  |  |  |  |  |  |  |  |  |

### Evolutie van het hart
Hierin zijn
- BL basale laminae
- CE coelomisch epitheel
- CO coelomische holte
- DT spijsverteringskanaal
- HS hemaal systeem
- MEC myo-epitheliale cellen
- MES mesenterisch coelomisch epitheel
- V organen

Vanuit organismen zonder circulatie ontstonden organismen met coelomische circulatie, vervolgens het hemaal systeem en vanuit daar het hart.

#### Coelomische circulatie

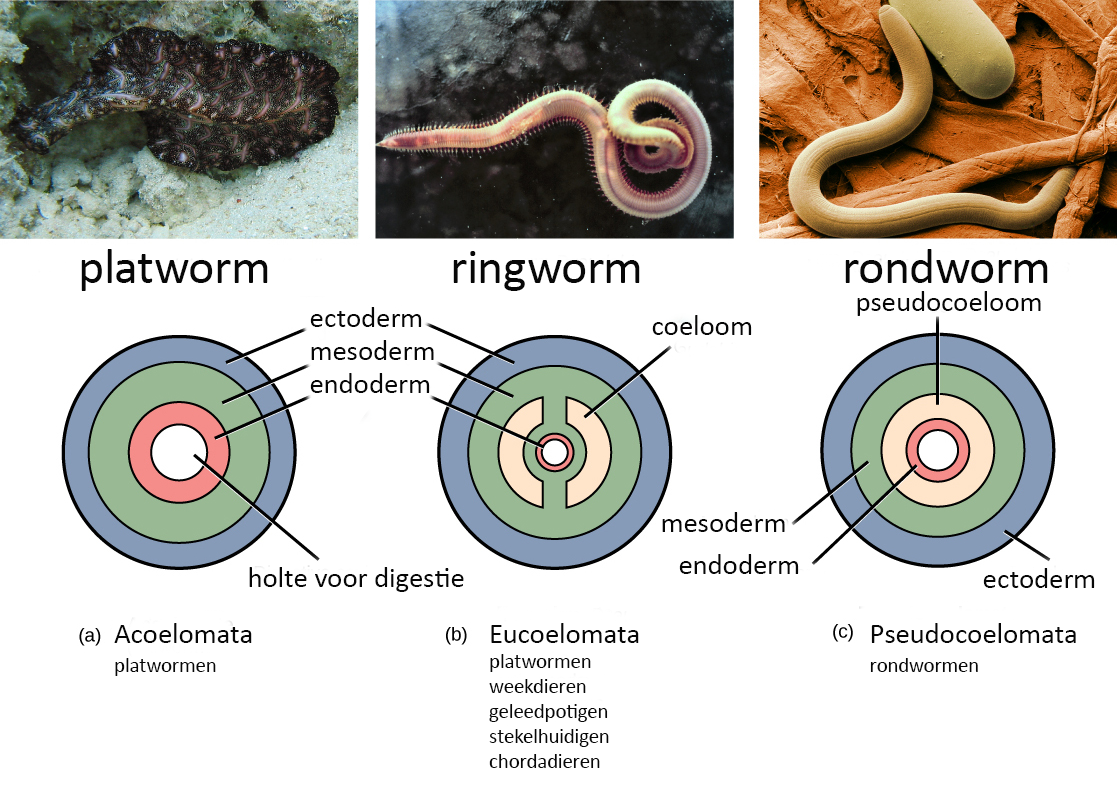
Acoelomata, Eucoelomata en Pseudocoelomata

Bij coelomische circulatie worden voedingsstoffen via coelomisch epitheel CE en basale laminae BL van het spijsverteringskanaal DT in de coelomische holte CO geabsorbeerd en opnieuw via coelomisch epitheel en basale laminae tot de organen V in het hemaal systeem HS opgenomen. Dit betekent dat de voedingsstoffen het coelomisch epitheel twee keer passeren.
Diploblasten als de neteldieren bestaan uit alleen het ectoderm en het endoderm. Sponzen hebben zelfs helemaal geen echt weefsel, maar zijn meer een verzameling cellen.
Tripoblasten ontwikkelden zich uit de diploblasten en hierbij is een mesoderm van parenchym aanwezig tussen het ectoderm en het endoderm. De vroegste vormen waren Acoelomata zoals platwormen. Hier ontbreekt het coeloom, een lichaamsholte in het mesoderm. De holte van deze holtedieren staat in open verbinding met het zeewater en ook hier zijn de afstanden nog klein genoeg om alle organen en spieren te bereiken, de zuurstof gaat door de huid en de voedingsstoffen door de darmen. Het maag-darmstelsel met een gespierde farynx is wijdvertakt en bereikt zo alle cellen. De darmen moeten hierbij wel overal voedingsstoffen kunnen absorberen, wat de mogelijkheden tot lokale specialisatie voor onder meer spijsvertering in de weg staat.
Pseudocoelomata zijn vergelijkbare dieren, maar hier bevindt zich wel vloeistof tussen ectoderm en endoderm, maar dit is niet onderverdeeld in compartimenten. Bij onder meer neteldieren en ribkwallen neemt de hemocoel de spijsvertering en circulatie op zich.
Het mesoderm ontwikkelde zich zo'n 700-600 miljoen jaar geleden bij de voorouder van de Bilateria. Het coeloom ontstond in het mesoderm doordat openingen in het mesoderm met mesotheel werden bedekt. Dit doorlatende epitheel vormde zich uit mesoderme cellen die zich met hun apicale zijde naar het coeloom richtten en met hun basale zijde naar de opening. Het coeloom kon met deze bekleding met een coelomische vloeistof worden gevuld.
Mogelijk betrof het in eerste instantie een hydroskelet voor het weke lichaam van de vroege Bilateria, maar het kan ook dienen voor transport. Dit vindt plaats met trilharen, cilia, door spiercontractie van de lichaamswand of contractie van myo-epitheliale cellen. Myo-epitheliale cellen zijn mesotheelcellen die een spierfunctie, myo- voor spier, hebben verworven en vaten met deze cellen vormden het eerste hart.
Zo vormde zich de eerste circulatie waarmee de beperkingen van de directe diffusie werden overwonnen. Het coeloom bestaat echter vaak uit verschillende compartimenten, bij zoogdieren onder meer het hartzakje, de pleurale ruimte en de peritoneale ruimte. Door deze indeling is coelomische circulatie tot binnen de compartimenten beperkt.

### Eerste bloedvatenstelsel

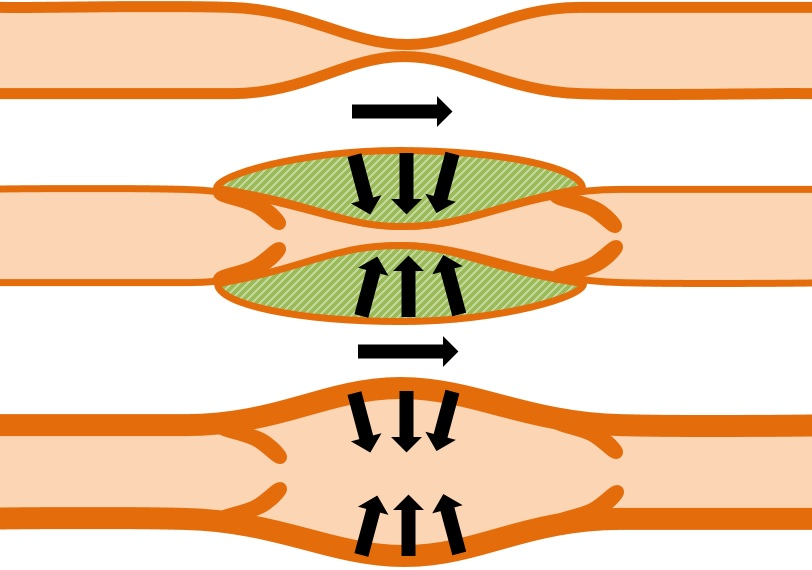
Binnen de verschillende bloedsomlopen worden drie hoofdtypen gebruikt:
1) peristaltische pomp
2) externe pomp
3) samentrekkende kamer

Om bloed ook door het hele lichaam te transporteren, evolueerde het bloedvatenstelsel. Mogelijk werd hierbij in eerste instantie gebruikgemaakt van de ruimten tussen de basale laminae van endodermaal en coelomisch epitheel waarmee voedingsstoffen beter verspreid konden worden. Vascularisatie van de huid, waarbij deze ook doorbloed werd, zou daarna ook huidademhaling mogelijk hebben gemaakt. In het bloedvatenstelsel van ongewervelden zijn de bloedvaten alleen met extracellulaire matrix bedekt. De bloedvloeistof in de bloedlacunen is bij onder meer zeekomkommers gelijk aan de coelomische vloeistof die zich daarbuiten bevindt.
Bloed werd eerst rondgepompt door de peristaltische beweging van bloedvaten bestaande uit myo-epitheliale cellen. Bij de oer-Bilateriaan vond dit plaats met een gesloten bloedsomloop, zoals nu nog bij ringwormen. Ringwormen pompen hun bloed rond door spiercontractie van de bloedvaten. Zo hebben ook nu veel kleine geleedpotigen geen hart. Bij verschillende soorten ontbreken in het voorste deel van dit bloedvat de spieren en klepjes, de ostia, waarmee dit feitelijk een aorta is.
Bij gewervelden vormde zich zo'n 540-510 miljoen jaar geleden endotheel als bedekking van de bloedvaten, wat onder meer een belangrijke barrièrefunctie heeft. Slijmprikken zijn de vroegste nog levende voorbeelden. Zo verloor het mesotheel bij gewervelden zijn functie als bekleding van bloedvaten.
De opbrengst van het peristaltische pompen is relatief laag door terugloop van de vloeistof en bij onder meer pekelkreeftjes heeft dit samentrekkende bloedvat daarom gepaarde mondjes met ostia. Het bloed in dit ruggevat kan daardoor meestal alleen van achter naar voren lopen. De peristaltische werking verbeterde weliswaar door beter ontwikkeld hartspierweefsel en de synchronisatie van de contractie zoals in het buisvormige hart van insecten, maar de desondanks lage efficiëntie zal voor een selectiedruk hebben gezorgd die tot de ontwikkeling van een echt hart heeft geleid.

## Eerste hart

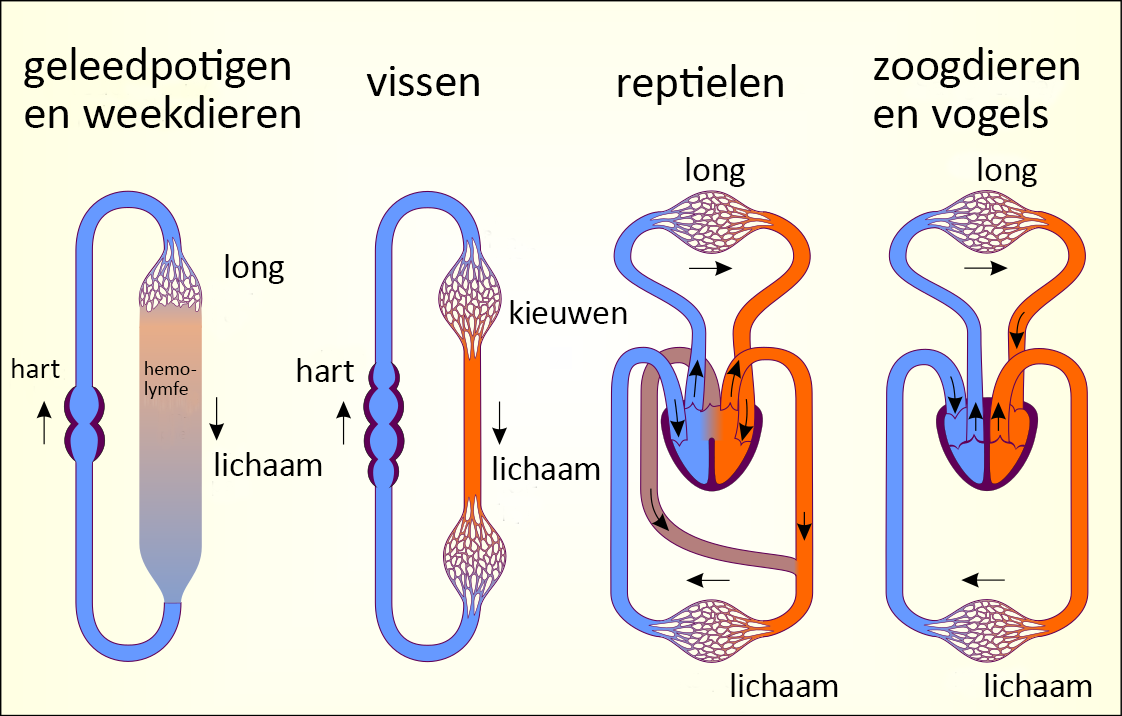

Grotere organismen met verhoogde activiteit hebben dan ook wel een hart. Dit hart onderscheidt zich er door dat het werkt via een gecoördineerde, niet-willekeurige contractie van de hartspier. De hartspier heeft dwarsgestreept spierweefsel met daarin sarcomeren.

### Open bloedsomloop
Een open bloedsomloop bestaat veelal uit een hart dat het bloed of hemolymfe verpompt naar aorta's en slagaders die in organen en weefsel uitkomen in haarvaten. Hiervandaan komt het terecht in het hemocoel, dat uit grotere bloedruimten en kleinere lacunes bestaat. Dit is maar gedeeltelijk met endotheel bekleed, zodat de organen in het bloed baden en zo de verschillende stoffen uit kunnen wisselen. Daarna loopt het naar het hartzakje van waaruit het hart de hemolymfe weer pompt.
Een open bloedsomloop heeft een hogere opbrengst dan de gesloten bloedsomloop met peristaltische pomp van ringwormen, maar heeft een lagere bloeddruk en een hoger bloedvolume dan de gesloten bloedsomloop van complexere dieren als inktvissen en gewervelden. Een ander nadeel is dat de stroming van een open bloedsomloop in serie is waarbij verder gelegen organen minder zuurstof en voedingsstoffen krijgen. Dit eerste is geen bezwaar voor dieren als insecten die gebruikmaken van tracheeën voor de ademhaling. Zij zijn dan ook in staat tot relatief hoge activiteit.
Doordat het bloed van kleinere organismen meestal geen of weinig zuurstof hoeft te vervoeren, heeft het bloed of hemolymfe daarom veelal geen ademhalingspigment. Daardoor is het kleurloos en lijkt het meer op lymfe. Er is dan ook geen verschil met de extracellulaire vloeistof en een open bloedsomloop volstaat hier, mede doordat de compartimenten van het coeloom nauwelijks meer een hindernis vormen. Complexere dieren beschikken over ademhalingspigmenten als hemoglobine of hemocyanine, wat resulteert in rood respectievelijk blauw bloed.

#### Weekdieren
Geleedpotigen en de meeste weekdieren hebben een open bloedsomloop. Weekdieren zijn een zeer uitgebreide groep met uiteenlopende bloedsomlopen. De circulatie van tweekleppigen bestaat uit een hart met twee hartoren of voorkamers die uitmonden in een hartkamer. Deze pompt het hemolymfe in de twee aorta's. Het achterste deel van de aorta voert naar de mantel waar de hemolymfe zuurstof opneemt en keert dan terug naar een hartoor. Het voorste deel van de aorta gaat naar de ingewanden en de voet. Van daar gaat een tak naar de blaas om terug te keren naar een hartoor, terwijl de andere tak via het nefridium naar de bladkieuwen (ctenidia) gaat om zuurstof op te nemen en dan terugkeert. Voor een deel van dit traject loopt het bloed niet via bloedvaten, maar door bloedruimten.
Slakken hebben een enkele hartkamer die bij Archaeogastropoda door twee hartoren wordt gevoed die elk een ctenidium voor zich hebben. Andere slakken hebben een enkele uitvoering met een ctenidium of bij longslakken een long die bestaat uit bloedvaten in de mantel. Vanuit de hartkamer voeren twee aorta's of een enkele die zich opsplitst naar de kop en voet en naar de ingewanden. De hemolymfe keert terug via de bloedruimten en daarbij passeert een groot deel het nefridium.

#### Geleedpotigen
De oudste circulatie die is teruggevonden, is die van de vroege geleedpotige Fuxianhuia protensa uit het Cambrium.
Bij de geleedpotigen hebben watervlooien, Calanoida en Gamasodes wel een hart, maar geen bloedvaten. Dit is mogelijk omdat alle organen bij deze kleine diertjes zo dicht bij elkaar liggen dat lichaamsbeweging voldoende is om de vloeistof door lacunaire ruimten te bewegen. Bij primitieve geleedpotigen als de kieuwpootkreeftjes Phyllopoda, bidsprinkhaankreeften, pekelkreeftjes en een aantal kakkerlakken loopt een dorsaal bloedvat over vrijwel de gehele lengte van het lichaam. Bij onder meer duizendpotigen, schorpioenen, zwaardstaarten en een aantal hogere kreeftachtigen ligt het bloedvat ventraal.
Complexere geleedpotigen hebben naast een hart en aorta dan ook een stelsel van slagaders. Bij insecten en lagere kreeftachtigen zijn slagaders nauwelijks of niet aanwezig, wat bij insecten met tracheeën ook niet nodig is.

##### Kreeftachtigen

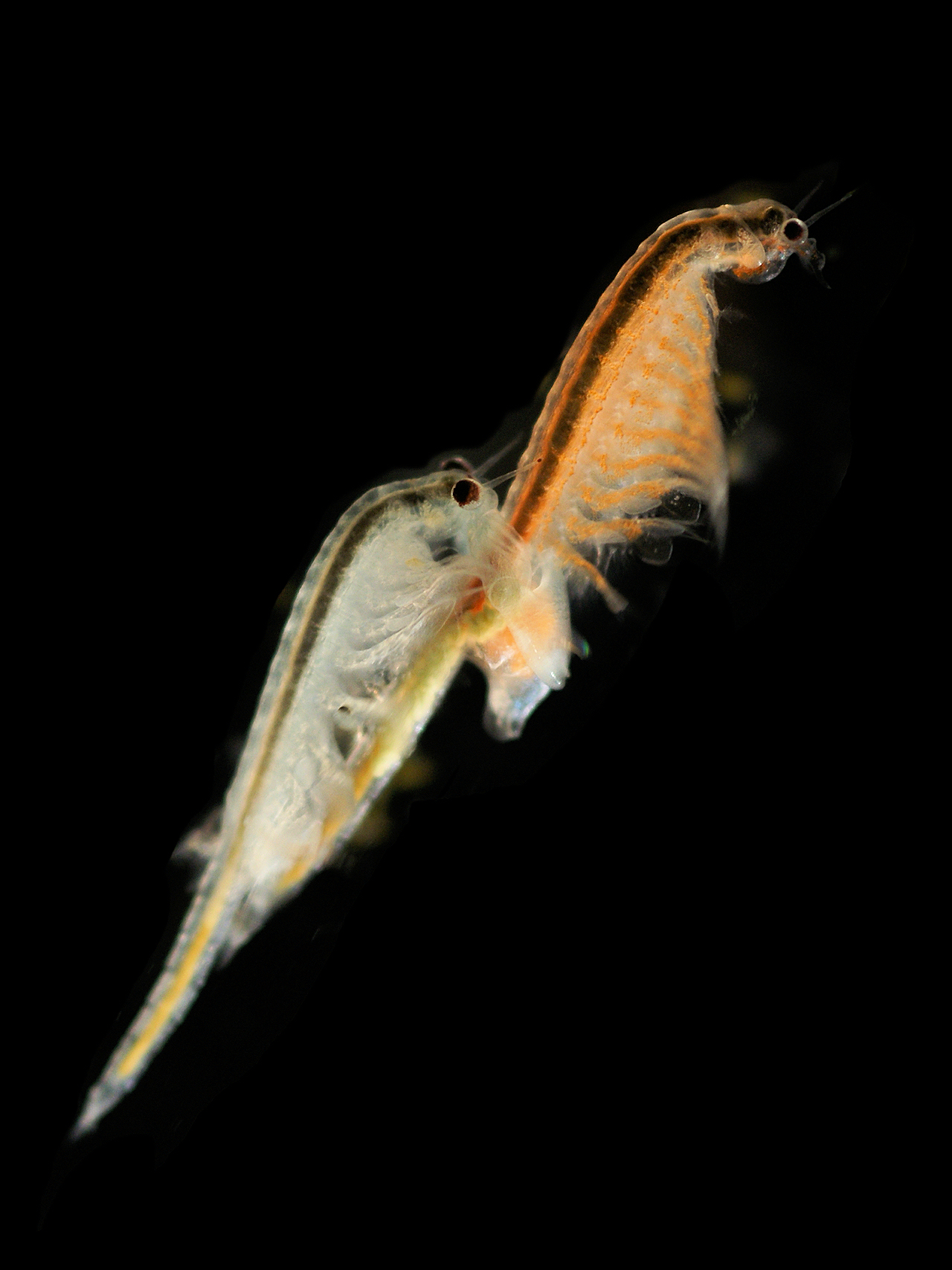
Het hart van pekelkreeftjes (Anostraca) loopt over vrijwel de gehele lengte, zoals hier bij Artemia salina

Een voorbeeld van een circulatie van geleedpotigen is de zoetwaterkrab Austrothelphusa transversa die behalve kieuwen ook over een longachtige structuur beschikt. Deze branchiostegieten, de zijschilden van de kieuwkamers, zijn sterk geaderd en de dikte van het exoskelet is hier minder dan een twintigste van die in de kieuwen en daardoor kunnen ze op land de ademhalingsfunctie volledig overnemen. De kieuwen zijn voorzien van kieuwslagaders, maar deze nemen maar een klein deel van de circulatie voor hun rekening. Niet zeker is of er ook longslagaders zijn.
Veel kreeftachtigen hebben een buisvormig hart, waarbij pekelkreeftjes (Anostraca) en bidsprinkhaankreeften (Stomatopoda) de langste harten hebben, verdeeld door gepaarde ostia. Daarna ontstonden soorten met kortere harten, wat ingezet werd met Branchiopoda en bij Laevicaudata is het hart nog maar drie tot vier segmenten lang. Watervlooien hebben nog maar een kort buisvormig hart en het kortste hart hebben bronkreeftjes (Thermosbaenacea), net iets meer dan een segment lang, een paar honderd micrometer. Bij tienpotigen is het hart zakvormig of bolvormig met drie of vijf paar ostia en een uitgebreid vaatstelsel. Bij veel kreeftachtigen en enkele gifkaakdragers en insecten is centralisatie van de pompfunctie verder doorgevoerd, wat resulteert in een ingekort hart.
Bij veel kreeftachtigen is er een verwijding van de aorta richting de kop die fungeert als een hulphart, het cor frontale. Het mechanisme hierachter verschilt echter. Bij tienpotigen, krill (Euphausiacea) en Lophogastrida lopen de musculi oculi basales posteriores door dit deel van de aorta. Bij Peracarida waaronder pissebedden (Isopoda) zijn het de maagspieren en de verwijdingsspieren van de slokdarm die dit hulphart bewegen.

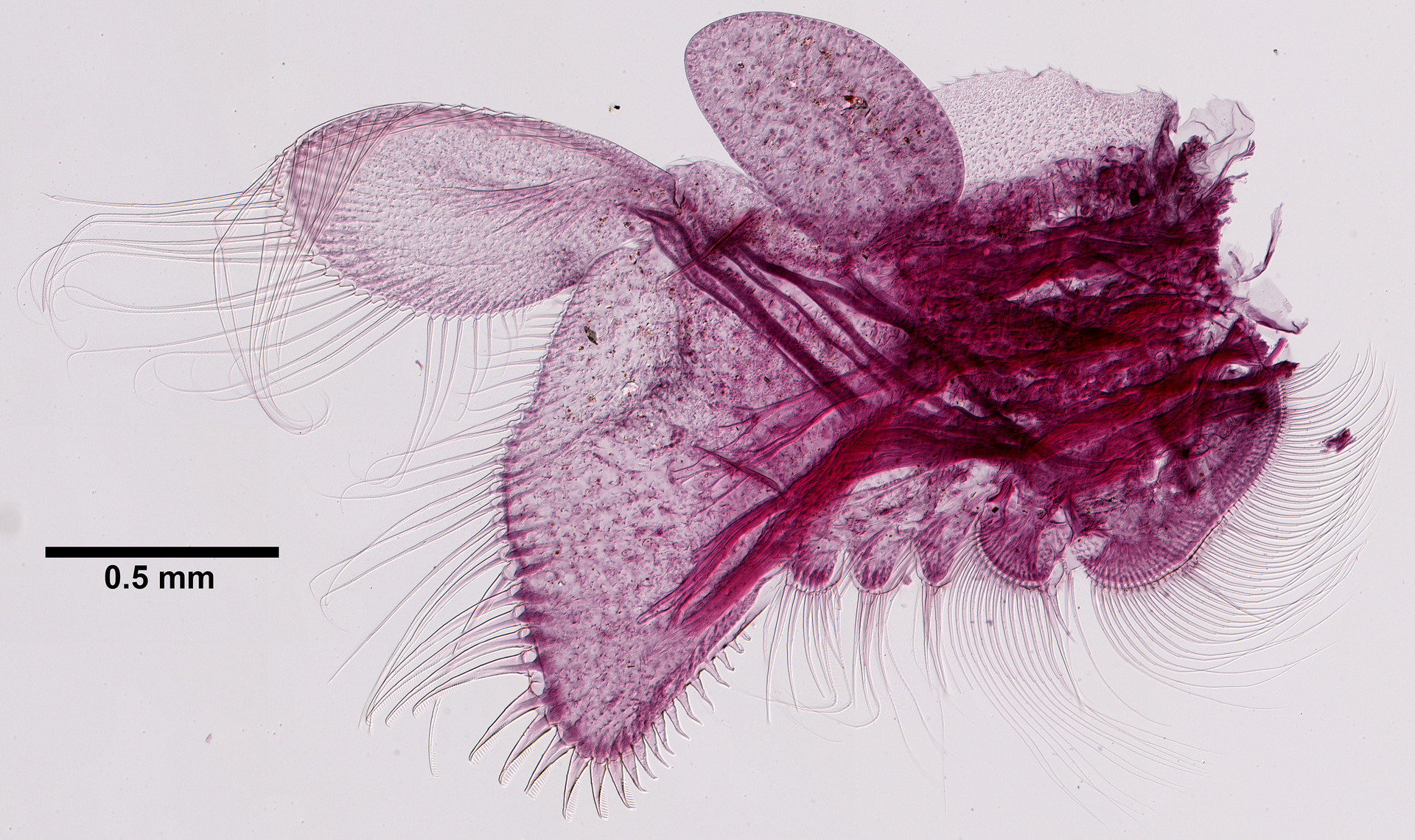
Poot van Branchinecta brushi. Deze soort heeft met Boeckella palustris het hoogterecord van kreeftachtigen op 5930 meter in een poel op de stratovulkaan Paniri in Chili

Dat geleedpotigen een open bloedcirculatie hebben in tegenstelling tot de gesloten bloedsomloop van de oer-bilateriaan hangt mogelijk samen met het exoskelet waardoor een hydroskelet niet meer nodig was. Het exoskelet verhindert ook spiercontractie van de lichaamswand om de coelomische vloeistof te transporteren, wat bijdroeg aan de evolutie naar een hart. Zo kon het coeloom sterk in omvang verkleinen tot alleen rond de voortplantings- en ademhalingsorganen en werd de taak grotendeels overgenomen door de hemocoel, een holte die over vrijwel de gehele lengte van het lichaam loopt. Het exoskelet liet ook geen huidademhaling meer toe, wat bijdroeg aan de ontwikkeling van kieuwen.
Ook bij tienpotigen is het onderscheid tussen een open en gesloten circulatie echter geleidelijk. Zo zijn er bij de blauwe zwemkrab een aantal haarvaten die weliswaar eindigen in bloedruimten, maar daarin bevinden zich met membraan beklede lacunes, zodat deze circulatie beter beschreven wordt als deels gesloten.

##### Insecten

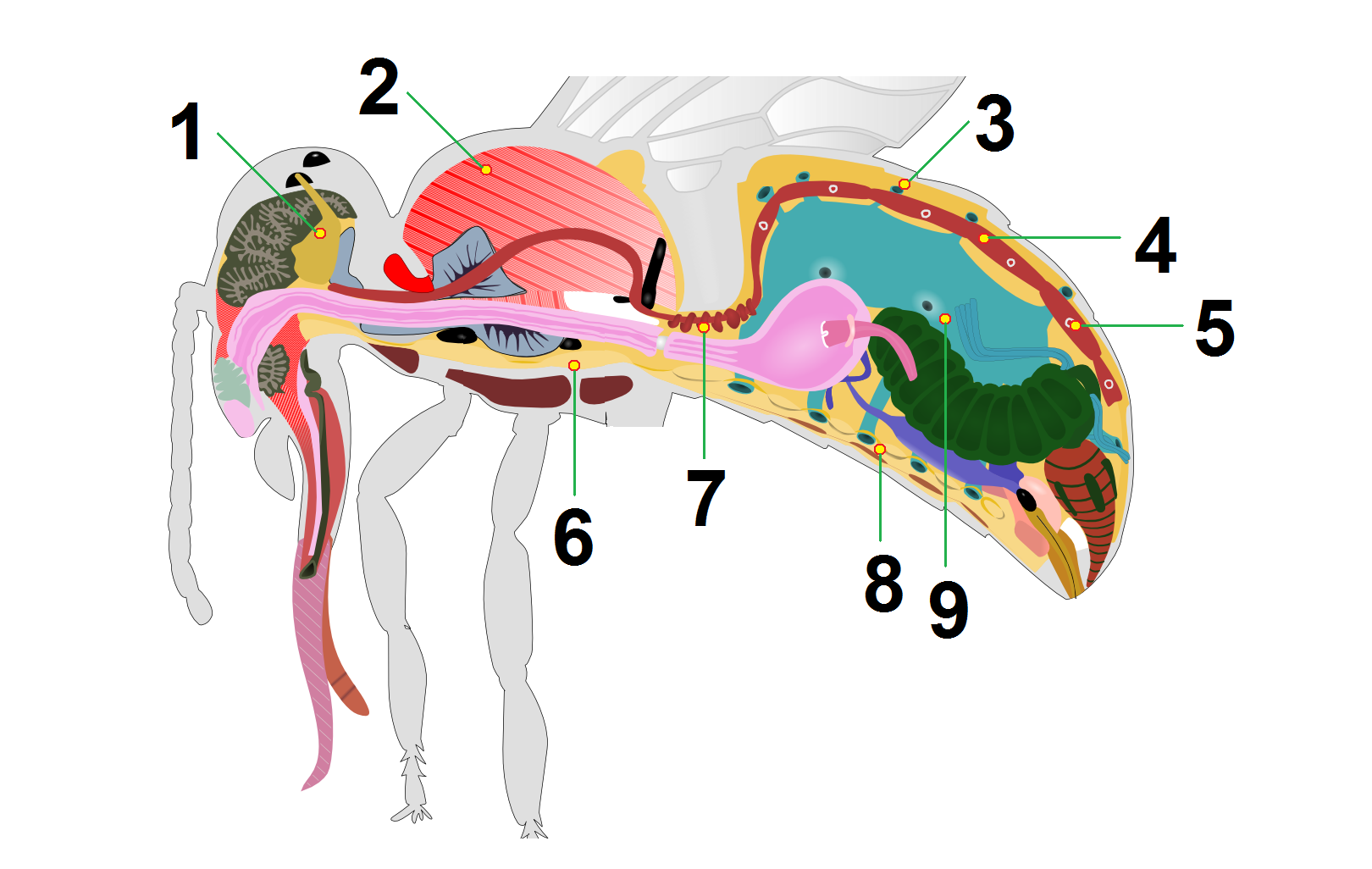
Circulatie, ademapparaat en zenuwstelsel van de honingbij

Insecten hebben een buisvormig dorsaal hart, waarbij ook een verkorting is te zien. Kakkerlakken hebben 12 paar ostia, krekels 10, honingbijen 4 en huisvliegen 3. Bij primitieve insecten worden de aanhangsels nog voorzien van hemolymfe vanuit het hart via slagaders, maar in hogere insecten is het kortere hart hiertoe waarschijnlijk niet in staat en zijn er aanvullende pompen of hulpharten. Zo hebben antennes, lange monddelen, poten, vleugels en achterlijfaanhangsels zoals cerci bij veel insecten pulserende organen, die zich afhankelijk van de soort aan het begin of in de aanhangsels bevinden. Hiervoor worden veelal aangepaste spieren van andere organen gebruikt.
Door de aanwezigheid van tracheeën hoeft hemolymfe bij insecten geen zuurstof te vervoeren, maar het is wel belangrijk voor onder meer voedingsstoffen, hormonen, feromonen en warmte.

##### Spinachtigen

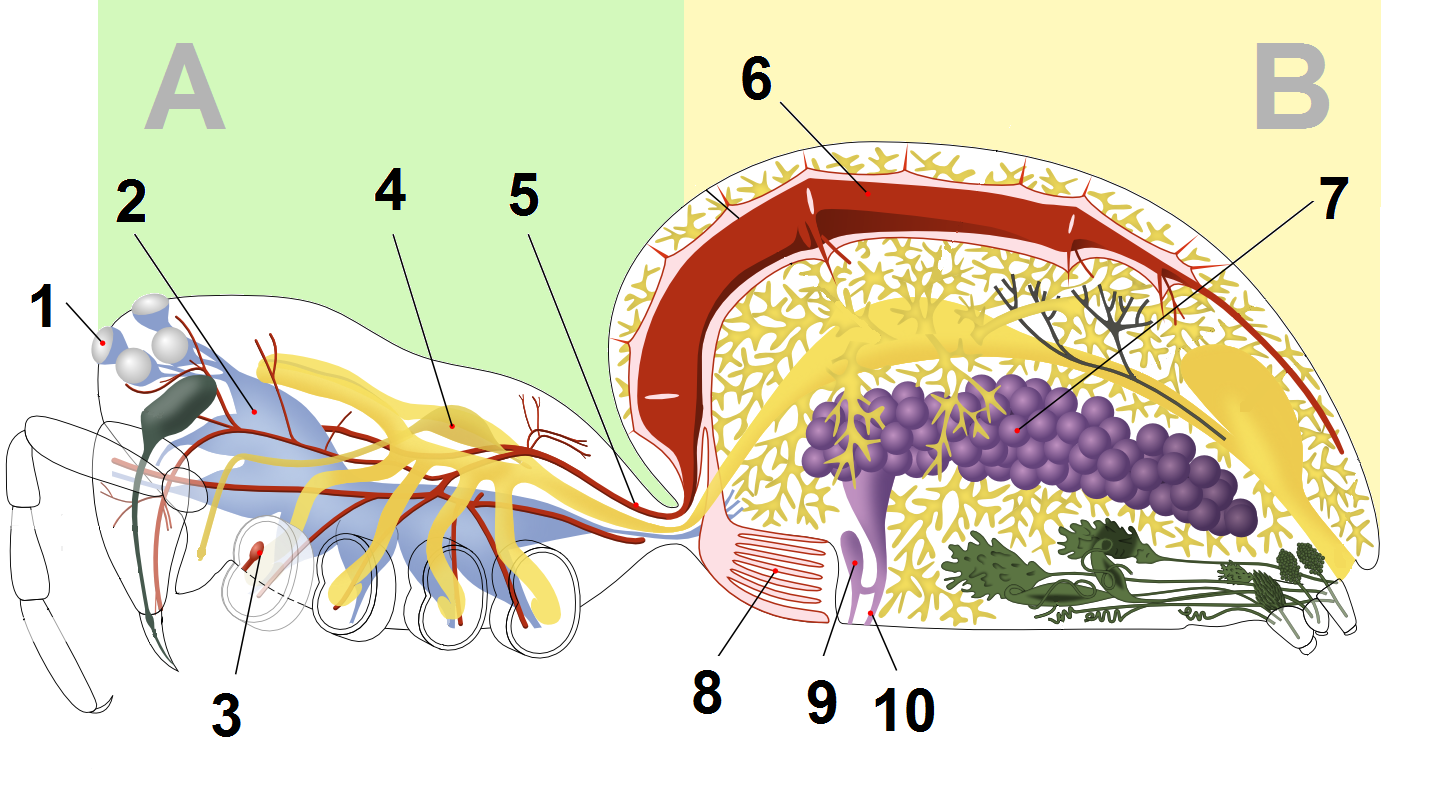
Bloedsomloop, zenuwstelsel en geslachtsorganen van een spin:

Bij spinachtigen (Arachnida) ligt het buisvormige hart dorsaal in een hartzakje in het opisthosoma, het achterlijf. De anterior aorta loopt naar voren – bij spinnen (Araneae) door de pedicel, de smalle verbinding tussen voor- en achterlijf – en voorziet daar met slagaders het prosoma of kopborststuk van hemolymfe. De posterior aorta loopt naar achteren en voorziet met aanvullende slagaders uit het hart het achterlijf van hemolymfe. Bij spinnen met boeklongen vervoert de hemolymfe ook zuurstof en bevat dan meestal ook hemocyanine.
Ook bij spinnen is een reductie in het aantal paren ostia te zien van 5 paar bij Liphistiidae, 4 bij vogelspinnen (Theraphosidae) en een aantal basale tangkakigen (Araneomorphae) als Austrochilus, 3 zoals bij spleetwevers (Filistatidae), wat ook basale tangkakigen zijn, en 2 bij hogere spinnen.
Het exoskelet van spinnen is van het voorlijf veel harder dan dat van het achterlijf, ook omdat de poten hydraulisch worden bewogen. Bij spinnen ontbreken namelijk de spieren aan de pootgewrichten om de poten te strekken. De extensie van de gewrichten vindt hydraulisch plaats door de druk van de hemolymfe in het prosoma te verhogen met renspieren. Voor de flexie zijn er wel buigspieren. De druk in de promosa kan tijdens het rennen zo groot worden dat de circulatie vanaf het hart tot stilstand komt. Waarschijnlijk wordt de pedicel dan ook afgesloten. Bij een aantal spinnen wordt de benodigde hydraulische druk echter waarschijnlijk opgewekt in het achterlijf.
Bij spinnen in rust draait de pomprichting van het hart soms om. Bij spinnen is de motorische sturing van het hart neurogeen, door het centrale zenuwstelsel gereguleerd, en niet myogeen, door het hart zelf gereguleerd, zoals bij zespotigen en kreefachtigen wel voorkomt.

##### Duizendpotigen
De circulatie bij duizendpotigen (Myriapoda) volgt het algemene plan van geleedpotigen met een open circulatie waarbij de hemolymfe ten dele via hemocoel en lacunae loopt. Ademhaling gaat via tracheeën, zodat het bloed geen zuurstof hoeft te vervoeren. Het hart loopt over de gehele lichaamslengte net boven het spijsverteringsstelsel. Het heeft ostia en slagaders over de gehele lengte en een aorta richting de kop. Achter ontbreekt een aorta bij miljoenpoten (Diplopoda), bij duizendpoten (Chilopoda) zijn er een aantal orden met een posterior aorta. Bij Scolopendra morsitans is de sturing van het hart neurogeen, bij de scolopender (Scolopendra cingulata) is dit ook het geval, maar komt dit signaal bovenop een myogeen basisritme. Bij miljoenpoten is relatief weinig onderzoek gedaan naar de circulatie.

#### Open en gesloten circulatie
Het onderscheid tussen een open en gesloten circulatie is niet altijd eenduidig. Zo heeft de wijngaardslak (Helix pomatia) een fijn netwerk van met endotheel beklede haarvaten in de hersenzenuwknopen. De vasculaire weerstand kan een indicatie zijn, waarbij hogere waarden bij een meer gesloten systeem kunnen worden verwacht. Bij Haliotis corrugata, de gewone alikruik (Littorina littorea) en de wijngaardslak ligt deze aanmerkelijk hoger dan bij zoogdieren. In combinatie met een relatief lage bloeddruk is de circulatietijd wel zeer lang. Bij Helix is deze druk hoger, wat een indicatie kan zijn van een geslotener systeem dan bij zeeslakken. Daarnaast is het bloedvolume in een open circulatie groter, wat bij veel tweekleppigen en slakken het geval is. Bij de longslakken Arion en Agaatslakken is dit volume lager, zodat zij mogelijk een geslotener systeem hebben.

### Gesloten bloedsomloop
Een gesloten bloedsomloop maakt een gerichtere verdeling van het bloed over de organen mogelijk. Tegelijkertijd heeft het ook meer vertakkingen en krommingen, wat de kans op atherosclerose vergroot, een voorbeeld van een mismatchaandoening.

#### Inktvissen
Inktvissen hebben als enige weekdieren een gesloten bloedsomloop. Deze bloedsomloop heeft twee kieuwharten en een systemisch hart. De kleinere kieuwharten verpompen zuurstofarm bloed door de kieuwen, waarna het systemische hart het bloed verpompt door drie aorta's. De eerste is de cephalische aorta naar de kop, ook wel als anterior of dorsaal aangeduid. Een kleinere  aorta – posterior of abdominaal – gaat naar de mantel, het spijsverteringsstelsel en de nieren. Een genitaal bloedvat gaat richting de voortplantingsorganen. De gesloten circulatie is een reactie op de toegenomen grootte en activiteit. Een voordeel van een gesloten bloedsomloop is dat de toevoer naar de organen parallel is en via capillaire haarvaten te regelen is naargelang de behoefte van de organen. Door de ligging voor de kieuwen en het ontbreken van een coronaire bloedsomloop worden de kieuwharten gevoed met zuurstofarm bloed en zijn dan ook beter in staat om te gaan met anaerobe dissimilatie dan het systemische hart.

#### Ringwormen

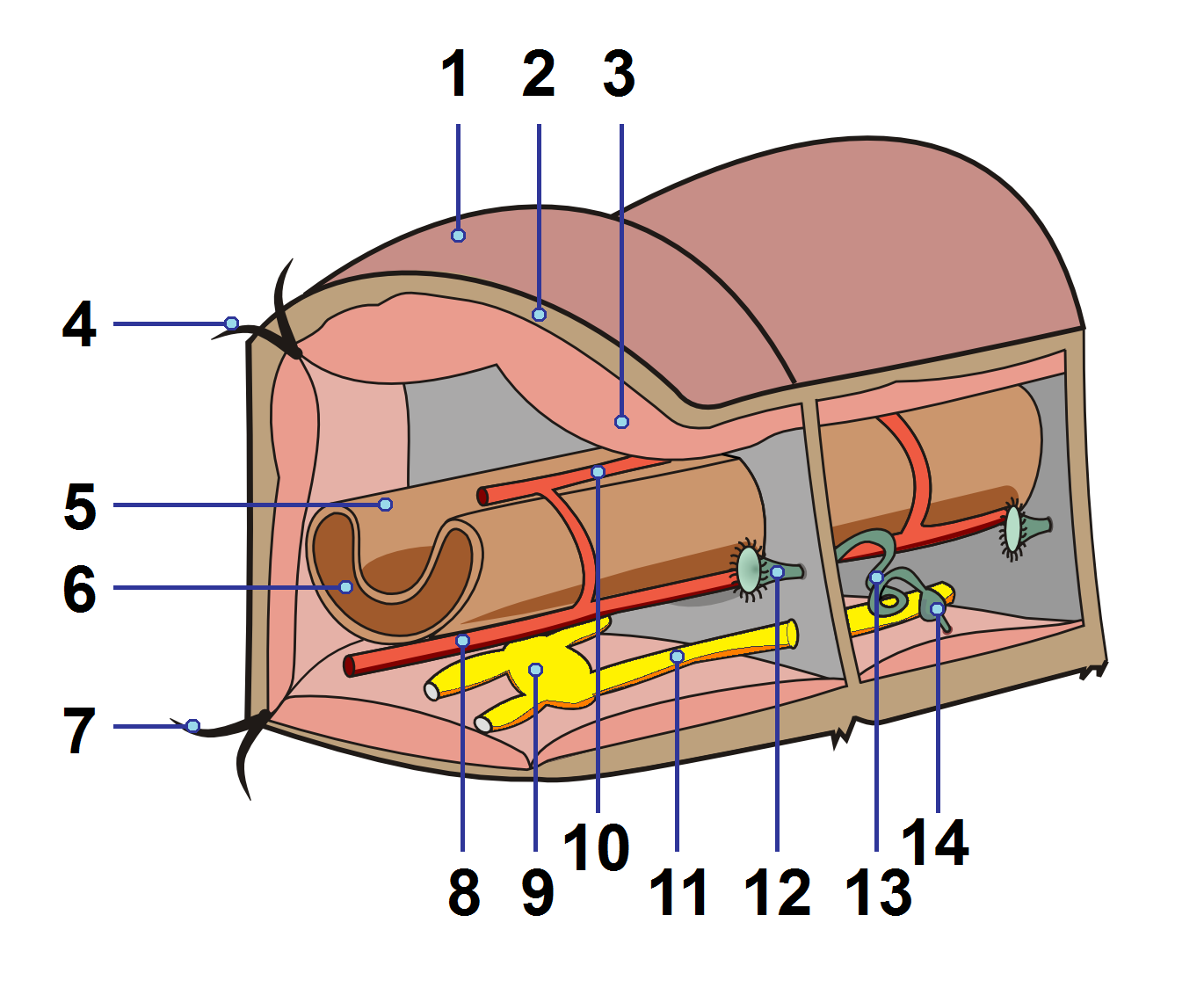
Inwendige anatomie van een regenworm:

Ringwormen (Annelida) zijn gesegmenteerde wormen met een coeloom over de gehele lengte die afgezien van bij de bloedzuigers (Hyrudinea) gevuld is met vloeistof, zodat deze een hydroskelet vormt. Naast dit transportsysteem dat over de gehele lengte loopt, heeft het ook een gesloten bloedvatenstelsel. Dit bestaat uit een boven het het spijsverteringsstelsel gelegen dorsaal bloedvat of rugvat dat samentrekt en het bloed naar voren verpompt, terwijl onder de darmen het kleinere ventraal bloedvat of buikvat naar achteren loopt. Daaronder ligt de zenuwstreng met daar weer onder het nog kleinere subneuraal bloedvat, hoewel deze laatste bij enkele soorten ontbreekt. Langs het subneuraal bloedvat lopen twee zeer dunnen laterale neurale bloedvaten, hoewel die ontbreken bij enkele Megascolecidae. Enkele soorten Megascolecidae en Glossoscolecidae hebben twee dorsale vaten over een deel of het geheel van de lengte. Enkele soorten van deze families hebben in het voorlichaam boven de darm nog een bloedvat speciaal voor de darmen.
Het rugvat en het buikvat zijn in een aantal segmenten verbonden met elkaar via ringvaten links en rechts om de darmen heen. Een aantal ringvaten zijn verdikt en hebben naast het rugvat ook een pompende functie. Bij de gewone regenworm (Lumbricus terrestris) bevinden deze pseudoharten of laterale harten zich in segment 5 tot 11. In de segmenten achter deze vijf paar pseudoharten lopen pariëtale of commissurale vaten van het subneuraal bloedvat naar het rugvat. Andere soorten hebben meer of minder pseudoharten en sommige soorten hebben ook een soort darmharten.
De circulatie loopt vanuit het rugvat via de pseudoharten naar het buikvat, waar het bloed naar voren en achteren stroomt. Vanuit het buikvat gaan kleinere vaten naar haarvaten in de lichaamswand en de organen waaronder de nefridie en de darmen. Van daaruit gaat het via de pariëtale vaten weer naar het rugvat. Vanuit de lichaamswand gaan ook vaten naar de twee laterale neurale bloedvaten om uit te komen in het subneuraal bloedvat dat weer is aangesloten op de pariëtale vaten.

#### Lancetvisjes
| 1 Hersenblaasje 2 Chorda dorsalis 3 Dorsale zenuwstreng 4 Staart 5 Anus 6 Darmkanaal 7 Bloedsomloop |  | 8 Atrioporus 9 Peribranchiale ruimte 10 Kieuwspleet 11 Keelholte 12 Mondholte 13 Cirri 14 Mondopening |  | 15 Gonaden (ovaria/testikels) 16 Lichtgevoelige cel 17 Zenuwen 18 Buikplooi 19 Leverdivertikel |

Lancetvisjes (Amphioxiformes) behoren niet tot de gewervelden, maar hebben wel een gesloten bloedsomloop. Dit bestaat uit een dorsale aorta die van voor naar achteren loopt en een ventrale aorta of endostyl bloedvat die weer terug naar voren gaat naar de meer dan 80 kieuwspleten. Een centraal hart ontbreekt, maar bij de kieuwen bevinden zich de bulibilli, samentrekkende vaten die het bloed door de kieuwbogen naar boven stuwen. De kieuwen dienen niet voor zuurstofopname, wat via de huid gaat, maar om voedsel voor deze filtervoeders op te vangen.
De bulibilli hebben geen dwarsgestreept spierweefsel en de voor gewervelden kenmerkende bloedlichaampjes ontbreken ook, maar ze hebben net als de Lumbricina wel amoebocyten. Het ontbreken van bloedlichaampjes en ademhalingspigmenten maakt dat de bloedvaten moeilijk te onderscheiden zijn. Die bloedvaten zijn niet bedekt met endotheel, maar met epitheel en extracellulaire matrix.

#### Gewervelden
De andere groep met een hart en een gesloten bloedsomloop is Vertebrata, de gewervelden. Deze beschikken ook over samentrekkende vaten, maar gebruiken de contracties niet om het bloed te verpompen. Via vasodilatatie – het verwijden van de bloedvaten door vasculaire gladde spieren om de bloeddruk te verlagen – en vasoconstrictie – het vernauwen van de bloedvaten om de bloeddruk te verhogen – kan het autonome zenuwstelsel de toevoer naar de organen regelen. Vasoconstrictie kan ook compenseren voor een bloedtekort en kan voor thermoregulatie worden toegepast, aangezien vernauwde bloedvaten minder warmte kunnen afgeven aan de omgeving en ook minder kunnen opnemen als de luchttemperatuur hoger is dan de lichaamstemperatuur. Bij gewervelden verzorgt alleen het hart de samentrekkingen die nodig zijn om het bloed te verpompen.

#### Enkelvoudige bloedsomloop; huidademhaling en kieuwademhaling

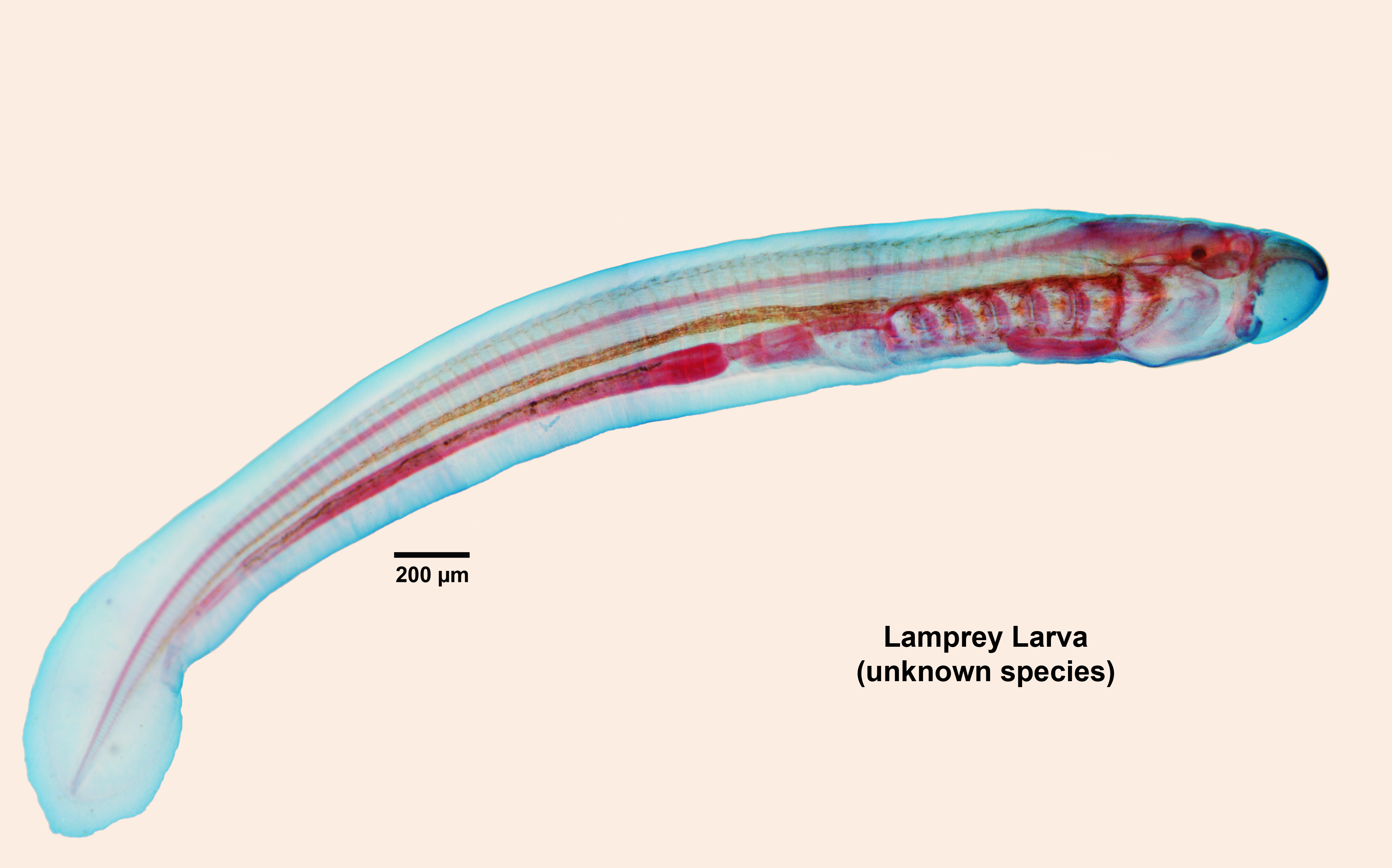
Larve van een prik

De evolutie van het hart en vaatstelsel hangt sterk samen met de zuurstofbehoefte. Over het algemeen geldt dat kleinere, weinig actieve dieren kunnen volstaan met huidademhaling. De voorouder van de gewervelden was klein en had geen kaken – zoals nu nog de kaakloze vissen – en was daarmee een filtervoeder. Het dier had kieuwen met cilia, maar deze werden vooral gebruikt als voedingsfilter.
Dit is nog te zien bij ammocoetes, de larven van prikken en slijmprikken, waar het hart efferent ligt aan de huid waar de gaswisseling plaatsvindt. Hoewel het hart avasculair is en dus geen bloedvaten heeft, krijgt de hartspier zo voldoende zuurstof.
Naast de prikken en slijmprikken evolueerden vissen, waarbij de meeste beschikken over een enkelvoudige bloedsomloop met een sinus venosus waar het zuurstofarme bloed uit de aders verzameld wordt, een boezem, een hartkamer en een bulbus arteriosus (beenvisachtigen) of conus arteriosus (andere vissen), vanwaaruit het via de aorta in serie staat met de kieuwen.
Dit is dus een ongedeeld hart waarbij de boezem en hartkamer niet voorzien zijn van tussenschotten. Aangezien de kieuwen in de bloedsomloop na het hart liggen, kreeg het hart nu zuurstofarm bloed. Dit zal een beperking hebben opgeleverd voor de activiteit van deze vissen.

#### Coronaire bloedsomloop
Haaien en roggen (Elasmobranchii) en zo'n een derde van de beenvissen waaronder zalmen Salmoniformes, tonijnen (Thunnus) en piranha's ontwikkelden een coronaire bloedsomloop. Behalve deze actieve soorten ontwikkelden ook vissen die in zuurstofarm water leven zoals de Afrikaanse meerval (Clarias gariepinus) een dergelijke bloedsomloop. Bij zebravissen (Danio rerio) ontbreekt de coronaire bloedsomloop nog in het juveniele stadium en vormt zich pas als het hart groter groeit.
Bij vissen heeft de coronaire bloedsomloop een aftakking richting het hart na de kieuwen, wat als nadeel heeft dat de druk na de kieuwen lager ligt dan na het hart, waar de coronaire bloedsomloop aftakt bij viervoeters.

#### Hartspierweefsel

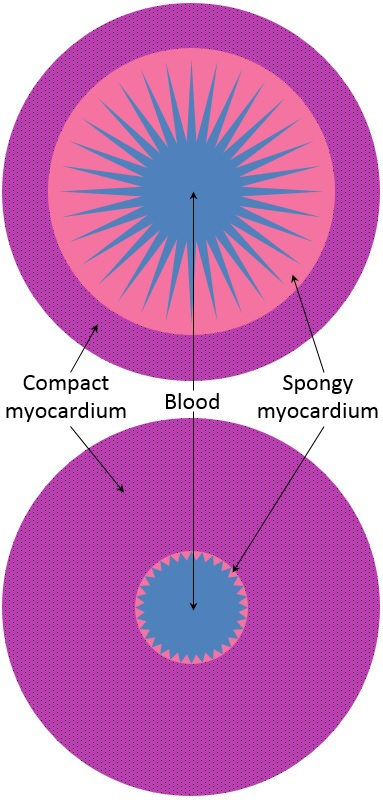
Hartspier met veel sponsachtig weefsel en een met vooral compact hartspierweefsel

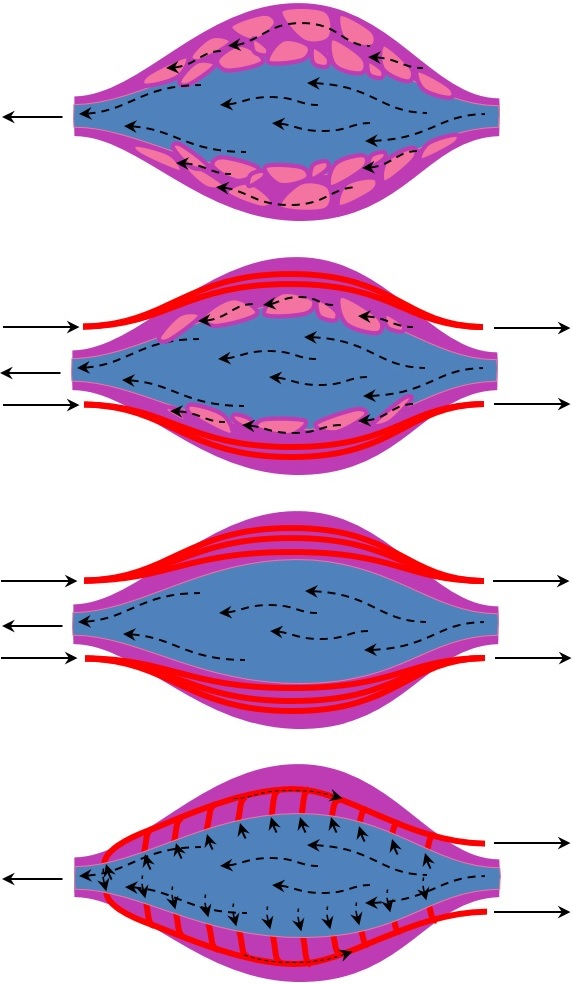
1) Sponsachtig hartspierweefsel zonder bloedvaten
2) Sponsachtig weefsel aan de binnenzijde, compact weefsel met coronaire bloedsomloop aan de buitenzijde
3) Compact weefsel met coronaire bloedsomloop
4) Gemengd myocardium met bloed in coronaire bloedsomloop stromend

Bij de eerste gewervelden zoals prikken, slijmprikken en vissen bestaat het hartspierweefsel nog voor een groot deel uit sponsachtig poreus weefsel zonder bloedvaten. Door de open structuur zijn de lacunaire ruimten tussen de spiercellen voldoende doorbloed om de hartspier van zuurstof te voorzien. Zij hebben dan ook een enkelvoudige bloedsomloop. Ook bij amfibieën en het grootste deel van de beenvissen bestaan de hartspieren voor een groot deel uit sponsig spierweefsel. De vroege amfibieën evolueerden vanuit twee takken. Temnospondyli en Lepospondyli werden de moderne amfibieën, terwijl Anthracosauria evolueerde tot de Amniota met de reptielen, dinosauriërs, vogels en zoogdieren. Vroege Amnioata hadden waarschijnlijk een hartkamer die voornamelijk uit sponsachtig myocardium bestond, wat nu nog aangetroffen wordt bij reptielen als schildpadden en Lepidosauria – hagedissen, brughagedissen en slangen. Dit hangt samen met de mate van activiteit van de dieren en zo beschikken de actievere pythons en varanen over meer compact weefsel.
Met de coronaire bloedsomloop als zuurstofvoorziening van het hart kunnen de hartspieren voor een deel uit compact spierweefsel bestaan. De spiercellen liggen hier dicht op elkaar zodat het bloed er niet direct tussendoor kan vloeien. Bij vissen met een coronaire bloedsomloop bestaat de binnenzijde uit sponsachtig weefsel en de buitenzijde uit compact weefsel. Bij zalmen is dit zo'n 40% compact weefsel, bij de grootoogtonijn (Thunnus obesus) zo'n 70%.
Bij zoogdieren en vogels maakt compact weefsel verreweg het grootste deel uit van het hartspierweefsel, bij zoogdieren zo'n 99%. Krokodilachtigen hebben meer sponsachtig weefsel, maar de hartkamer bestaat wel voor een groot deel uit compact weefsel.
Bij enkele octopussen als de achtarm (Octopus vulgaris) is een coronaire bloedsomloop aanwezig waaruit bloed uit het systemische hart vloeit door de hartspier heen. Aangezien de kieuwen zich bij de octopus voor het systemische hart bevinden, is dit zuurstofrijk bloed waarmee de hartspier gevoed wordt.
Voor vissen is een onderverdeling gemaakt van harttypen op basis van het soort weefsel en de coronaire bloedsomloop, type I tot en met 4. Dit is daarna door meer auteurs aangepast en verfijnd.
De indeling is:
- type I, een volledig sponsachtige hartkamer, verder onder te verdelen in de manier van zuurstoftoevoer naar de hartspier
  - type Ia, een hartkamer zonder bloedvaten die alleen zuurstof haalt uit het bloed dat door de kamer zelf stroomt
  - type Ib, een sponsachtige hartkamer met kransslagaders aan de oppervlakte, beperkt tot in het epicard
  - type Ic, de epicardiale kransslagaders verbinden zich met de intertrabeculaire ruimten
- type II, een gemengd myocardium, waarbij het spongiosa bedekt is met een buitenste laag compacte hartspier. Alleen deze compacta wordt gevoed door kransslagaders
- type III, gelijk aan type II, alleen dringen de kransslagaders hier door in de hartspiertrabecula
- type IV is, gelijk aan type III, alleen is nu meer dan 30% van de hartspier compact

Het onderscheid tussen type III en IV staat ter discussie, aangezien er binnen de soorten zelf al variatie is en omdat de functionaliteit van de compacte hartspier waarschijnlijk niet afhankelijk is van dit percentage.

#### Luchtademende vissen
Tijdens de ordovicische en silurische radiatie evolueerden zowel de inactieve Osteostraci en Heterostraci als de zeer actieve beenvisachtigen (Osteichthyes). Voor hoge activiteit voor korte duur kan anaerobe dissimilatie voldoende zijn, maar voor langere duur is aerobe dissimilatie en daarmee zuurstof noodzakelijk. Bij actieve beenvisachtigen kan langdurig hoge activiteit geleid hebben tot myocardiale hypoxie, respiratoire acidose of circulatoire collaps. Daarmee lijkt dit een stimulans te zijn geweest voor de ontwikkeling van longen en een coronaire bloedsomloop.
De kwastsnoeken Polypterus, de moddersnoeken Amia, de kaaimansnoeken Lepisosteus en de Australische longvis (Neoceratodus forsteri) doen aan facultatieve luchtademhaling. Hier ontbreekt de coronaire bloedsomloop nog, maar duidelijk is dat de longen een reactie zijn op verhoogde activiteit en niet op zuurstofarm water. De kieuwen worden gebruikt om koolstofdioxide af te voeren.
Door de efferente ligging van het hart ten opzichte van de longen en het ontbreken van een boezemtussenschot en een kamertussenschot verpompt het hart zowel het zuurstofarme bloed van de spieren als het zuurstofrijke bloed van de longen, wat de zuurstoftoevoer voor de hartspier beperkt. Daarnaast kan in zuurstofarm water het zuurstofrijke deel van het bloed zelfs zuurstof verliezen bij passage van de kieuwen. Plaatsing van de longen na de kieuwen zou dit kunnen oplossen, maar dit komt nauwelijks voor, aangezien drie capillaire systemen in serie een te hoge bloeddruk zouden vereisen.

### Tussenschotten, dubbele bloedsomloop
De evolutie van tussenschotten of septa in de boezem en hartkamer heeft geleid tot de dubbele bloedsomloop. Hierbinnen is er variatie en bij uiteenlopende diersoorten is dit op onafhankelijke wijze tot stand gekomen. De septa van de Amerikaanse en Afrikaanse longvissen (Lepidosireniformes) zijn onafhankelijk geëvolueerd van die van de viervoeters en hebben ook een andere functie. Voor Lepidosireniformes is het een methode om te overleven in een zuurstofarme omgeving, terwijl het bij Amniota vooral te maken lijkt te hebben met een verhoogde activiteit. Ook de ontwikkeling van volledige septa, resulterend in twee boezems en twee hartkamers, heeft onafhankelijk van elkaar plaatsgevonden bij Archosauria – krokodilachtigen en vogels – en zoogdieren.
De introductie van septa resulteerde in een potentieel zuurstofarm rechterdeel van het hart, wat op verschillende manieren opgelost, variërend van huidademhaling, shunts in het septum tot een coronaire bloedsomloop.

#### Longvissen
Longvissen als de Afrikaanse longvissen en de Amerikaanse longvissen wijken af van het patroon van andere luchtademende vissen. Hier zijn de longen wel ontwikkeld als reactie op zuurstofarm water. Dit zijn obligate luchtademhalers die verdrinken als ze onder water worden gehouden. Voor enige activiteit hebben ze wel water nodig om de koolstofdioxide af te voeren en tijdens droogte overleven ze dan ook door estivatie, een soort zomerslaap, waarbij de stofwisseling sterk wordt teruggeschroefd.
Bij een volwassen exemplaar van de Amerikaanse longvis Lepidosiren paradoxa zijn de kieuwen gereduceerd, vooral de kieuwplaatjes van de derde en vierde kieuwbogen. Dit voorkomt zuurstofverlies in de kieuwen in zuurstofarm water. Zuurstofarm en zuurstofrijk bloed wordt gescheiden door een gedeeltelijk boezemtussenschot en  kamertussenschot en een spiraalklep in de conus arteriosus zodat zuurstofarm bloed van de spieren via het rechterhart richting de vijfde en zesde kieuwboog gaat, die vooral dienen om koolstofdioxide kwijt te raken en niet om zuurstof op te nemen. Hierna volgen de longen waar zuurstof op wordt genomen, waarna het zuurstofrijke bloed via het linkerhart naar de spieren wordt gepompt. Hiermee is dit bijna een volledige dubbele bloedsomloop. Het rechterhart moet het hier nog steeds met weinig zuurstof doen en deze dieren zijn dan ook weinig actief. De aanpassing is dan ook bij deze dieren waarschijnlijk een reactie op de zuurstofarme omgeving. Het zijn obligate luchtademhalers die verdrinken als ze onder water worden gehouden.

#### Viervoeters
Waarschijnlijk ontstonden viervoeters uit de clade Rhipidistia waar ook longvissen deel van uitmaken. Deze kwastvinnigen waren mogelijk de eersten die beschikten over choanae, een soort neusgaten. Bij de meeste viervoeters gingen de kieuwen verloren en namen de longen deze functie volledig over.
Viervoeters beschikken over een dubbele bloedsomloop met een gedeeld hart, waarbij de longcirculatie of kleine bloedsomloop naar de longen gaat en de systemische circulatie of grote bloedsomloop naar de rest van het lichaam. Deze scheiding maakt het mogelijk om een lage druk in het eerste systeem aan te houden en een hoge druk in het tweede.
Daarmee is er een scheiding tussen zuurstofrijk en zuurstofarm bloed. Binnen de grote bloedsomloop is weer onderscheid te maken tussen de macro- en de microcirculatie. De dubbele bloedsomloop is bij krokodilachtigen, vogels en zoogdieren volledig, bij andere viervoeters is het septum in de hartkamer afwezig of niet volledig. Longvissen, amfibieën en reptielen hebben een gedeeltelijke scheiding tussen long- en systemische circulatie.
Bij amfibieën wordt in het water het rechterdeel van het hart via huidademhaling van zuurstof voorzien. De boezems zijn volledig gescheiden, maar in de hartkamer ontbreekt een septum. Een redelijke scheiding tussen zuurstofarm en zuurstofrijk bloed vindt hier toch plaats door de trabekels, de sponsachtige opbouw van de spiercellen. Hierdoor zou de rechterzijde minder zuurstof krijgen, maar deze krijgt behalve zuurstofarm bloed van de spieren ook zuurstofrijk bloed via de huid.
| \| , \| \| \| \| \| \| \| \| \| \| \| \| \| \| \| \| \| \| \| \| \| \| \| \| \| \| \| \| \| \| \| \| \| \| \| \| \| \| \| \| \| \| \| \| \| \| \| \| \| \| \| \| \| \| \| \| \| \| ! \| ! \| ! \| ! \| ! \| ! \| \| \| Longen → \| Longen → \| Longen → \| Longen → \| Longen → \| Longen → \| \| \| Spieren ↓ \| Spieren ↓ \| Spieren ↓ \| Spieren ↓ \| Spieren ↓ \| Spieren ↓ \| \| \| \| \| \| \| \| ! \| ! \| ! \| ! \| ! \| ! \| \| \| Longen → \| Longen → \| Longen → \| Longen → \| Longen → \| Longen → \| \| \| Spieren ↓ \| Spieren ↓ \| Spieren ↓ \| Spieren ↓ \| Spieren ↓ \| Spieren ↓ \| \| \| \| \| \| \| \| ! \| \| \| \| \| \| \| \| \| \| \| \| \| \| \| \| \| \| \| \| \| \| \| \| \| \| \| \| \| ) \| ) \| ) \| ) \| ) \| ) \| \| \| ← Hart (L) \| ← Hart (L) \| ← Hart (L) \| ← Hart (L) \| ← Hart (L) \| ← Hart (L) \| \| \| \| \| \| \| \| \| \| \| \| \| \| \| \| ) \| ) \| ) \| ) \| ) \| ) \| \| \| ← Hart (L) \| ← Hart (L) \| ← Hart (L) \| ← Hart (L) \| ← Hart (L) \| ← Hart (L) \| \| \| \| \| \| \| \| \| \| \| \| \| \| \| \| ! \| ! \| ! \| ! \| ! \| ! \| \| \| ← \| ← \| ← \| ← \| ← \| ← \| Hart (R) \| Hart (R) \| Hart (R) \| Hart (R) \| Hart (R) \| Hart (R) \| \| \| \| \| \| \| \| \| \| ! \| ! \| ! \| ! \| ! \| ! \| \| \| ← \| ← \| ← \| ← \| ← \| ← \| Hart (R) \| Hart (R) \| Hart (R) \| Hart (R) \| Hart (R) \| Hart (R) \| \| \| \| \| \| \| \| \| \| ` \| \| \| \| \| \| \| \| \| \| \| \| \| \| \| \| \| \| \| \| \| \| \| \| \| \| \| \| \| \| \| \| \| \| \| \| \| \| \| \| \| \| \| \| \| \| \| \| \| \| \| \| \| \| \| \| \| |   |   |   |   |   |  |  |            |            |            |            |            |            |          |          |           |           |           |           |           |           |  |  |  |  |  |  |
| Bloedsomloop met twee aorta's bij reptielen |   |   |   |   |   |  |  |            |            |            |            |            |            |          |          |           |           |           |           |           |           |  |  |  |  |  |  |
| , |   |   |   |   |   |  |  |            |            |            |            |            |            |          |          |           |           |           |           |           |           |  |  |  |  |  |  |
| |   |   |   |   |   |  |  |            |            |            |            |            |            |          |          |           |           |           |           |           |           |  |  |  |  |  |  |
| ! | ! | ! | ! | ! | ! |  |  | Longen →   | Longen →   | Longen →   | Longen →   | Longen →   | Longen →   |          |          | Spieren ↓ | Spieren ↓ | Spieren ↓ | Spieren ↓ | Spieren ↓ | Spieren ↓ |  |  |  |  |  |  |
| ! | ! | ! | ! | ! | ! |  |  | Longen →   | Longen →   | Longen →   | Longen →   | Longen →   | Longen →   |          |          | Spieren ↓ | Spieren ↓ | Spieren ↓ | Spieren ↓ | Spieren ↓ | Spieren ↓ |  |  |  |  |  |  |
| ! |   |   |   |   |   |  |  |            |            |            |            |            |            |          |          |           |           |           |           |           |           |  |  |  |  |  |  |
| ) | ) | ) | ) | ) | ) |  |  | ← Hart (L) | ← Hart (L) | ← Hart (L) | ← Hart (L) | ← Hart (L) | ← Hart (L) |          |          |           |           |           |           |           |           |  |  |  |  |  |  |
| ) | ) | ) | ) | ) | ) |  |  | ← Hart (L) | ← Hart (L) | ← Hart (L) | ← Hart (L) | ← Hart (L) | ← Hart (L) |          |          |           |           |           |           |           |           |  |  |  |  |  |  |
| ! | ! | ! | ! | ! | ! |  |  | ←          | ←          | ←          | ←          | ←          | ←          | Hart (R) | Hart (R) | Hart (R)  | Hart (R)  | Hart (R)  | Hart (R)  |           |           |  |  |  |  |  |  |
| ! | ! | ! | ! | ! | ! |  |  | ←          | ←          | ←          | ←          | ←          | ←          | Hart (R) | Hart (R) | Hart (R)  | Hart (R)  | Hart (R)  | Hart (R)  |           |           |  |  |  |  |  |  |
| ` |   |   |   |   |   |  |  |            |            |            |            |            |            |          |          |           |           |           |           |           |           |  |  |  |  |  |  |
| |   |   |   |   |   |  |  |            |            |            |            |            |            |          |          |           |           |           |           |           |           |  |  |  |  |  |  |

Bij reptielen zijn de boezems wel volledig gescheiden, maar de hartkamer niet. Schildpadden en Lepidosauria hebben daar een horizontale en een verticale septum die beide onvolledig zijn en de hartkamer in drieën verdelen. De cavum pulmonale ligt ventraal van het horizontale septum, met de cavum arteriosum en cavum venosum daarboven. Dit dorsale cavum is van elkaar gescheiden door het verticale septum. Dit tussenschot heeft een interventriculaire opening waarmee de rechterzijde van zuurstof wordt voorzien, ook wel links-rechtsshunt. Hierdoor is het hart niet volledig gescheiden, maar de atrioventriculaire kleppen zijn zo geplaatst dat ze bij het openen de interventriculaire opening geheel of gedeeltelijk afsluiten. Daarmee worden de kleine en grote bloedsomloop in deze fase van elkaar gescheiden. Tijdens het einde van de systole, het samentrekken van het hart, scheidt het horizontale septum de cavum venosum van de cavum pulmonale, waarbij de eerste het bloed in de grote bloedsomloop stuwt en de tweede in de kleine bloedsomloop. Afgezien bij zeeschildpadden en de reuzenschildpad is het horizontale septum bij schildpadden slecht ontwikkeld, wat een indicatie kan zijn voor de geringe activiteit van deze dieren. Waarschijnlijk is uit dit septum het kamertussenschot van Archosauria ontstaan. Beide septa zijn bij pythons en varanen meer ontwikkeld, wat een hoger activiteitsniveau verklaart.
| \| , \| \| \| \| \| \| \| \| \| \| \| \| \| \| \| \| \| \| \| \| \| \| \| \| \| \| \| \| \| \| \| \| \| \| \| \| \| \| \| \| \| \| \| \| \| \| ! \| ! \| ! \| ! \| ! \| ! \| \| \| Longen → \| Longen → \| Longen → \| Longen → \| Longen → \| Longen → \| \| \| Spieren ↓ \| Spieren ↓ \| Spieren ↓ \| Spieren ↓ \| Spieren ↓ \| Spieren ↓ \| \| ! \| ! \| ! \| ! \| ! \| ! \| \| \| Longen → \| Longen → \| Longen → \| Longen → \| Longen → \| Longen → \| \| \| Spieren ↓ \| Spieren ↓ \| Spieren ↓ \| Spieren ↓ \| Spieren ↓ \| Spieren ↓ \| \| ! \| \| \| \| \| \| \| \| \| \| \| \| \| \| \| \| \| \| \| \| \| \| \| ` \| ` \| ` \| ` \| ` \| ` \| \| \| ← Hart (L) \| ← Hart (L) \| ← Hart (L) \| ← Hart (L) \| ← Hart (L) \| ← Hart (L) \| \| \| \| \| \| \| \| \| \| ` \| ` \| ` \| ` \| ` \| ` \| \| \| ← Hart (L) \| ← Hart (L) \| ← Hart (L) \| ← Hart (L) \| ← Hart (L) \| ← Hart (L) \| \| \| \| \| \| \| \| \| \| \| \| \| \| \| \| \| \| ← Hart (R) \| \| \| \| \| \| \| \| \| \| \| \| \| \| \| \| \| \| \| \| \| \| \| \| \| \| \| \| \| \| \| \| \| \| \| \| \| |   |   |   |   |   |  |  |            |            |            |            |            |            |  |  |           |           |           |           |           |           |
| Bloedsomloop bij zoogdieren en vogels |   |   |   |   |   |  |  |            |            |            |            |            |            |  |  |           |           |           |           |           |           |
| , |   |   |   |   |   |  |  |            |            |            |            |            |            |  |  |           |           |           |           |           |           |
| |   |   |   |   |   |  |  |            |            |            |            |            |            |  |  |           |           |           |           |           |           |
| ! | ! | ! | ! | ! | ! |  |  | Longen →   | Longen →   | Longen →   | Longen →   | Longen →   | Longen →   |  |  | Spieren ↓ | Spieren ↓ | Spieren ↓ | Spieren ↓ | Spieren ↓ | Spieren ↓ |
| ! | ! | ! | ! | ! | ! |  |  | Longen →   | Longen →   | Longen →   | Longen →   | Longen →   | Longen →   |  |  | Spieren ↓ | Spieren ↓ | Spieren ↓ | Spieren ↓ | Spieren ↓ | Spieren ↓ |
| ! |   |   |   |   |   |  |  |            |            |            |            |            |            |  |  |           |           |           |           |           |           |
| ` | ` | ` | ` | ` | ` |  |  | ← Hart (L) | ← Hart (L) | ← Hart (L) | ← Hart (L) | ← Hart (L) | ← Hart (L) |  |  |           |           |           |           |           |           |
| ` | ` | ` | ` | ` | ` |  |  | ← Hart (L) | ← Hart (L) | ← Hart (L) | ← Hart (L) | ← Hart (L) | ← Hart (L) |  |  |           |           |           |           |           |           |
| |   |   |   |   |   |  |  | ← Hart (R) |            |            |            |            |            |  |  |           |           |           |           |           |           |
| |   |   |   |   |   |  |  |            |            |            |            |            |            |  |  |           |           |           |           |           |           |

Zoogdieren en de Archosauria hebben vier kamers. Deze hebben geen interventriculaire opening waarmee het rechterhart van zuurstof kan worden voorzien en dit verloopt dan ook via een coronaire bloedsomloop. Het sponsachtige myocardium dat vissen, amfibieën en de meeste reptielen hebben, kan daardoor grotendeels vervangen door compact weefsel.

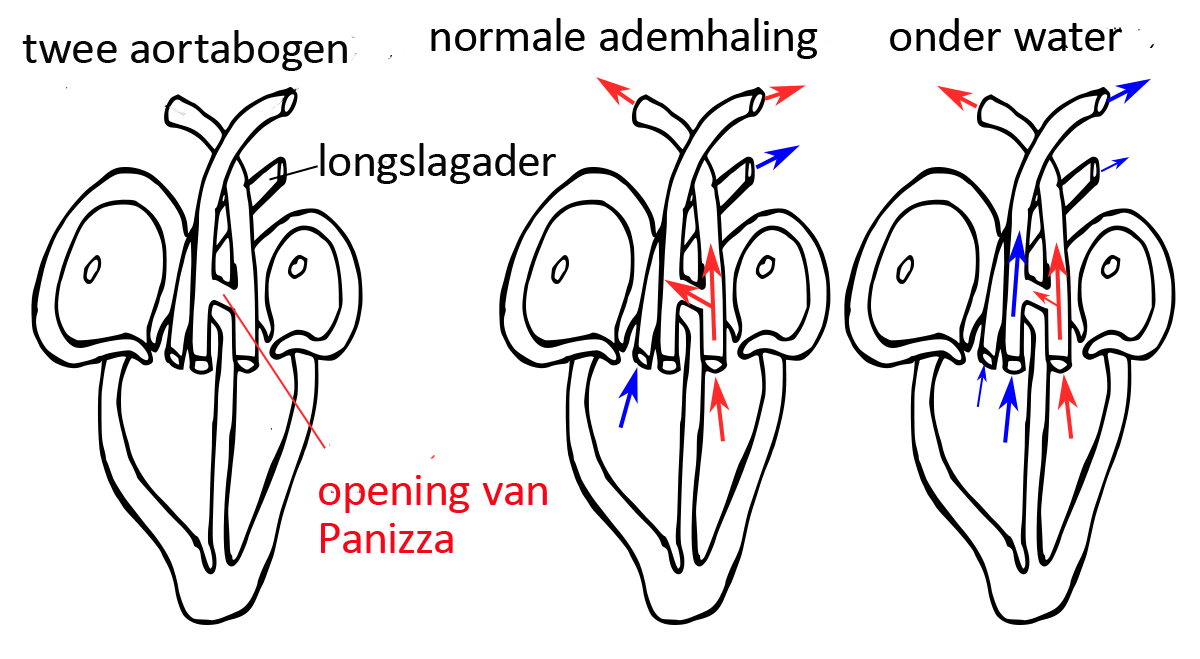
Krokodillenhart met daarnaast de normale bloedsomloop en rechts de bloedsomloop tijdens het duiken waarbij de opening van Panizza in werking is

De volledige scheiding van het hart in vier kamers bij krokodilachtigen lijkt in tegenspraak met de weinig actieve levenswijze van deze dieren. Dit lijkt een erfenis van te zijn van de archosauriërs en net zoals enkele andere eigenschappen nu rudimentair. Krokodilachtigen hebben ook de opening van Panizza, een kleine opening tussen de linker- en rechteraorta. Tijdens het duiken opent deze en worden de longen omzeild.
Tussen de open en gesloten bloedsomloop zijn tussenvormen, zoals bij zeekreeften en bij de zeeoor Haliotis waarbij de slagaders uitkomen in een fijnvertakt netwerk van haarvaten. Ook uit een gesloten bloedsomloop vloeit een deel weg. Deze interstitiële vloeistof wordt grotendeels weer opgenomen door de bloedvaten, maar een deel van de lymfe wordt door het open lymfevatenstelsel opnieuw in de bloedbaan gebracht.